# Oliwa (Gdańsk)
Oliwa (kaszub. Òlëwa lub też Òléwa, łac. i niem. Oliva) – dzielnica Gdańska, graniczy od północy z Sopotem.
Po raz pierwszy była wzmiankowana w 1186. Przez wieki była wsią klasztorną opactwa cystersów. Od 1874 była miastem, a od 1926 jest dzielnicą Gdańska. W obecnym kształcie administracyjnym graniczy od wschodu z Przymorzem Małym i Żabianką, od północy – z Sopotem, od południa – z dzielnicami Strzyża, VII Dwór i Brętowo, od zachodu z Matarnią i Osową. Jest otoczona od zachodu wzgórzami morenowymi porośniętymi Lasami Oliwskimi, tworzącymi Trójmiejski Park Krajobrazowy. Obszar Oliwy w większej części odwadniany jest przez Potok Oliwski i jego dopływy.

## Etymologia nazwy

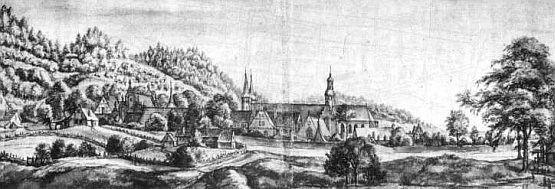
Oliwski klasztor, około 1660

Istnieją dwie hipotezy dotyczące pochodzenia nazwy. Pierwsza z nich (wysunięta niedawno przez polskich językoznawców) wskazuje na Oławę – hipotetyczną i niewystępującą w żadnych źródłach słowiańską nazwę przepływającego przez Oliwę potoku. Druga (przez wieki istnienia klasztoru oliwskiego uznawana za jedyną) wywodzi jej pochodzenie od drzewka oliwnego (łac. oliva) – biblijnego symbolu, do którego mieliby odwołać się cystersi nadając nazwę klasztorowi i miejscowości. Bezspornym faktem jest, że po raz pierwszy nazwę w formie Olyva wymienia dokument z 1188.

## Historia

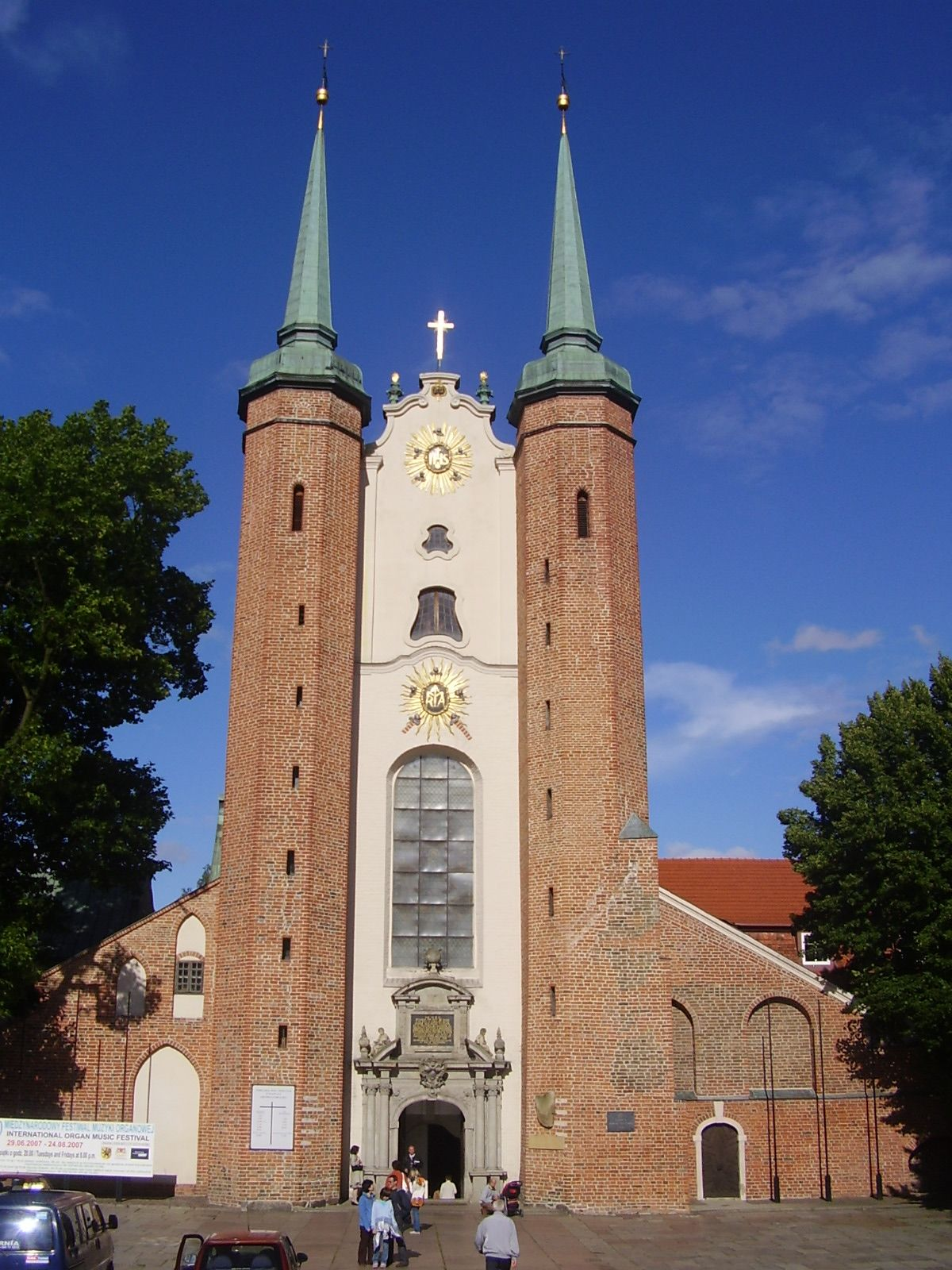
Kościół opacki, obecnie archikatedra archidiecezji gdańskiej

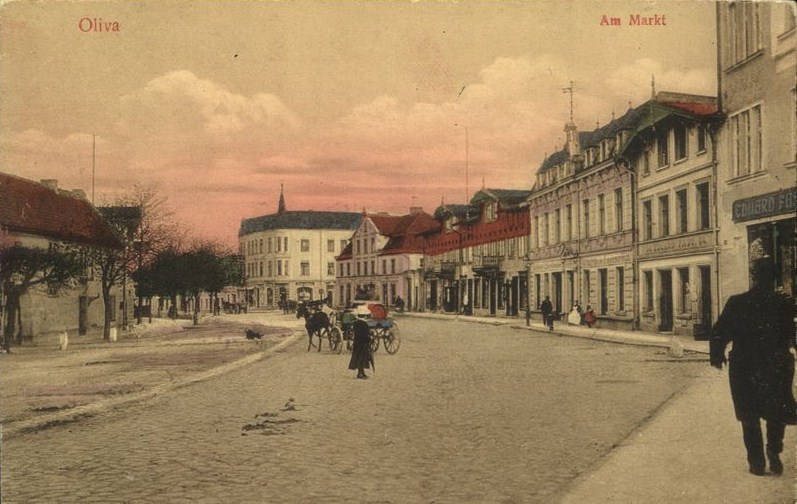
Stary Rynek Oliwski, ok. 1900

Nie wiadomo, kiedy powstała Oliwa, choć badania archeologiczne wskazują na osadnictwo na tym terenie już we wczesnej epoce żelaza, a tradycja cysterska (niepotwierdzona przez inne źródła) wspomina o istniejącej w Oliwie siedzibie książąt pomorskich.
Odkryte zostały cmentarzyska z grobami, z okresu wpływów rzymskich, u stóp Wzgórza Pachołek i w okolicy VII Dworu.
Pierwsza wzmianka o Oliwie dotyczy fundacji klasztoru cystersów w 1186. Zakonnicy uzyskali wtedy od pomorskiego księcia Sambora I (akt nadania z 18 marca 1188) kilka osad – w tym Oliwę, która na długie wieki stała się wsią klasztorną, a jej historia związała się bezpośrednio z historią opactwa cysterskiego. Pierwotny konwent liczył zaledwie 12 zakonników. Dlatego wzniesiono jedynie romańskie oratorium oraz drewniane zabudowania mieszkalne. W pierwszej połowie XIII wieku oratorium zaadaptowano na prezbiterium, dobudowano kaplice, zbudowano transept i zasadniczy korpus kościoła.
- 1224 (1226?) i 1234 (1236?) – napady Prusów
- 1246, 1247, 1252 – napady Krzyżaków
- 1279 – osada Polane, wzdłuż obecnej ulicy Polanki, wymieniona została w dokumencie[8]
- 1308 – najazd brandenburski
- XIV wiek – obok klasztoru cysterskiego powstał murowany, na miejscu wcześniejszego drewnianego, trójnawowy kościół parafialny pw. św. Jakuba
- 1350 – pożar w klasztorze i kościele
- 2. połowa XIV wieku – odbudowa klasztoru i kościoła w stylu gotyckim
- 1433 – najazd husytów[9]
- 1577 – zniszczenie Oliwy (w tym kościoła parafialnego) przez gdańskich żołnierzy
- 1591–1593 – odbudowa kościoła parafialnego w formie dwunawowej
- 1626 – najazd Szwedów
- 28 listopada 1627 – bitwa pod Oliwą
- 1656 – najazd Szwedów
- 3 maja 1660 – pokój oliwski (koniec potopu szwedzkiego)

Około 1660 został zbudowany nakryty wysokim, czterospadowym dachem parterowy szpitalik św. Łazarza (został rozebrany w lutym 1963). Do jego budowy wykorzystano cegły uzyskane z rozbiórki poprzedniego przytułku, stojącego w tym miejscu od końca średniowiecza.
Ulica Polanki przez długie wieki była głównym traktem prowadzącym z Gdańska, przez Wrzeszcz, do Oliwy. W XVII wieku, po zachodniej stronie traktu, posadowiono osiem rezydencji zamożnych Gdańszczan: I Dwór, II Dwór, III Dwór, IV Dwór, V Dwór, VI Dwór, VII Dwór, VIII Dwór.

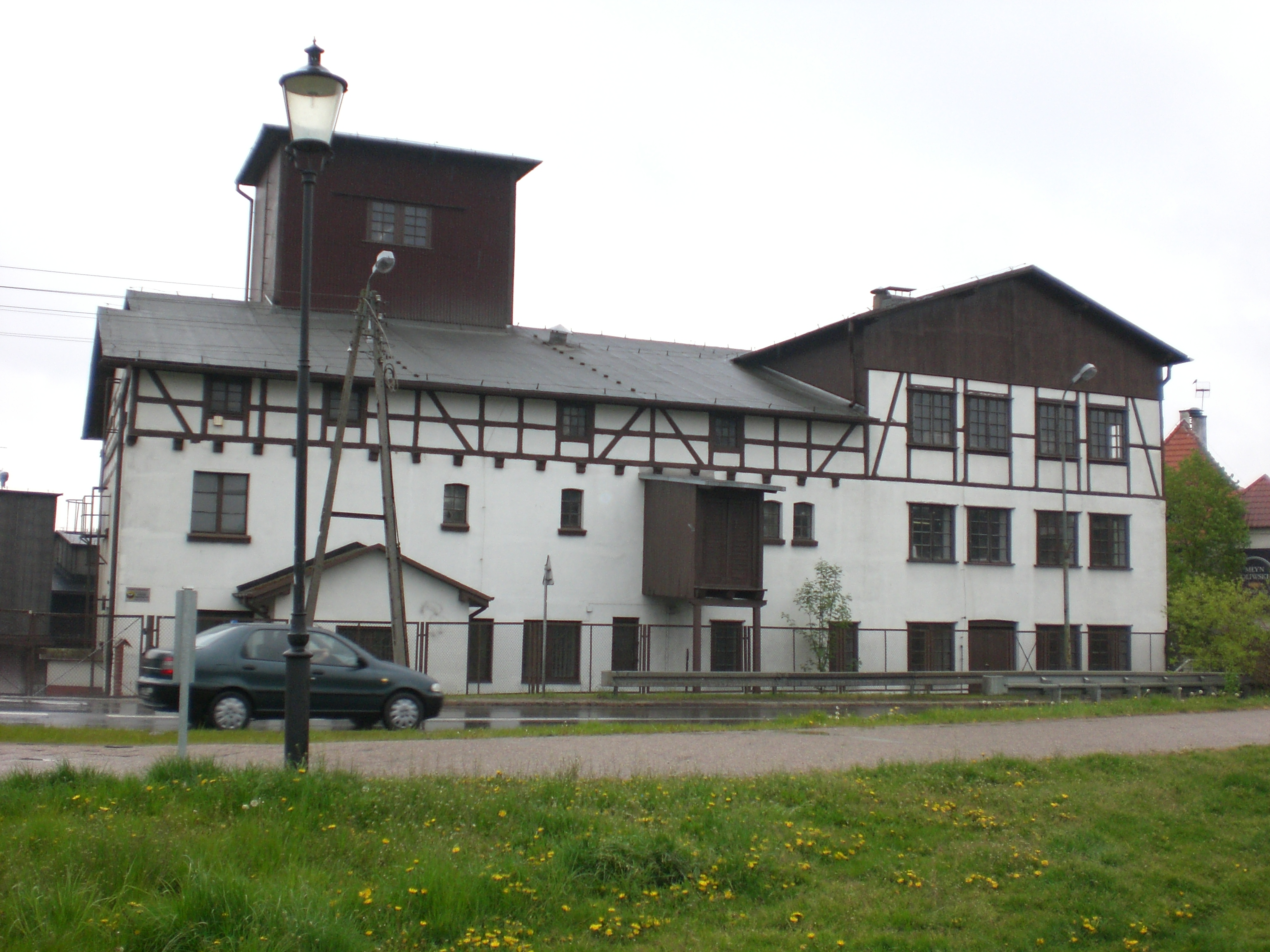
Jeden z ocalałych młynów, młyn IX w Oliwie

Potok Oliwski, dysponując znaczną ilością wód, był w przeszłości zagospodarowany poprzez wykorzystanie energii spadku. Na jego drodze (niemal do samego ujścia) wybudowanych zostało szereg urządzeń z których najbardziej znane są młyny oraz Kuźnia Wodna w Oliwie.
Pod koniec XVII wieku powstał klasycystyczny Dwór Ernsttal przy ul. Bytowskiej 1 (rozbudowany został w XIX i XX wieku).
9 listopada 1697 miał miejsce atak wojsk wiernych Augustowi II, które zmusiły francuskiego księcia Conti do opuszczenia jego kwatery w Oliwie i ostatecznego wycofania się z Rzeczypospolitej.
W 1709 Gdańsk zaatakowała dżuma. Początkowo chorych próbowano hospitalizować, jednak było ich tak wielu, że później nie było już miejsca. Z tego czasu pochodzi nazwa Dom Zarazy, gdy w Domu Bramnym urządzono szpital dla mieszkańców okolicy. W latach 1709–1710 podczas epidemii zmarła niemal jedna czwarta część ludności Oliwy.

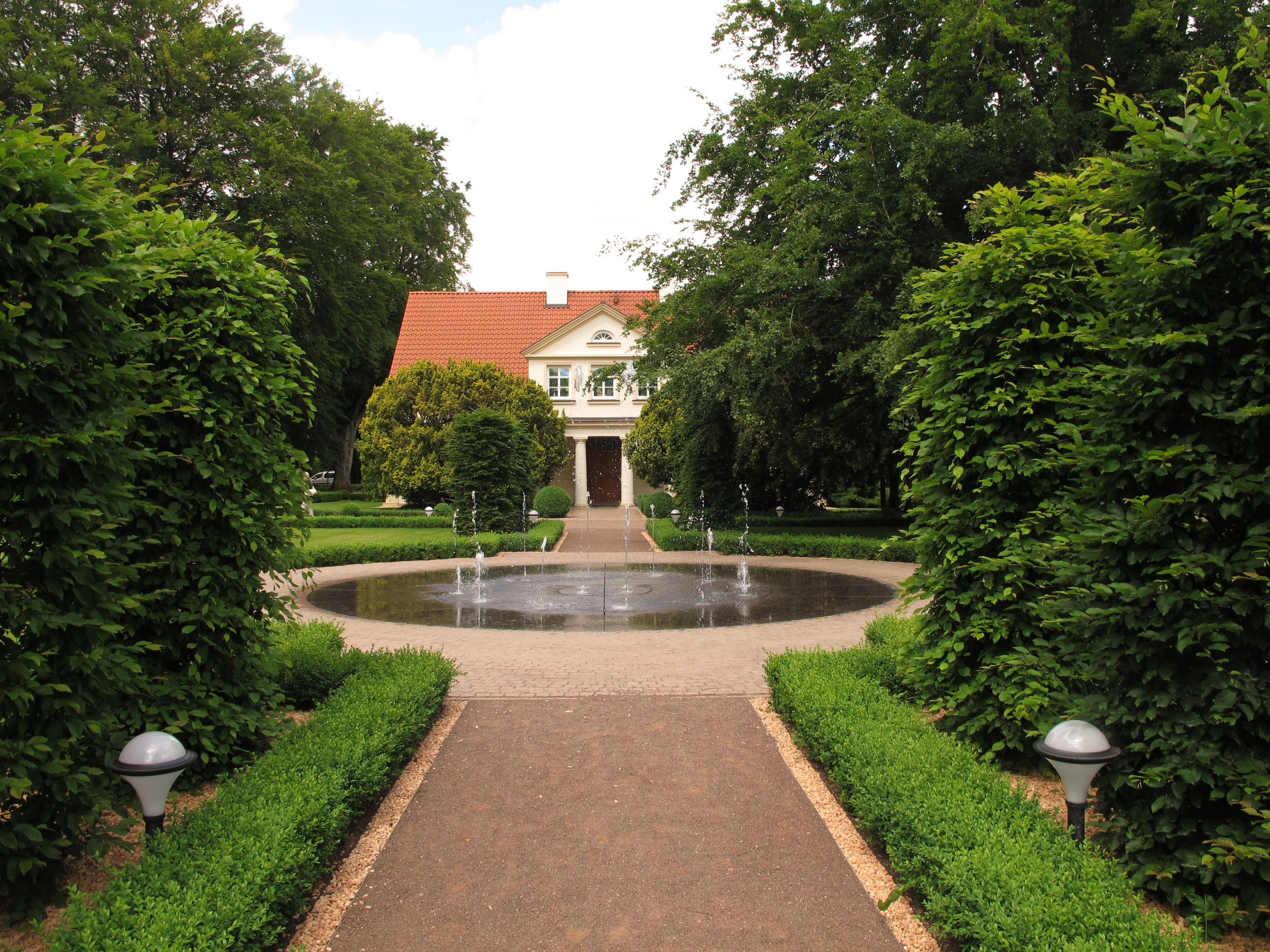
Dworek ogrodnika Saltzmanna, ul. Opacka 12

W latach 1733–1734 Oliwa doznała zniszczeń podczas wojny sukcesyjnej . Około 1760 wzniesiony został dom przy ul. Opackiej 12, przeznaczony dla ogrodnika Kazimierza Dębińskiego (który zaprojektował m.in. południowo-zachodnią część Parku Oliwskiego). Dworek został przebudowany przez kolejnego ogrodnika – Jerzego Saltzmanna, dlatego zwany jest dworkiem Saltzmanna.
W wyniku I rozbioru Polski, Oliwa (licząca około 70 zabudowań) w 1772 znalazła się w państwie pruskim. Pruskie władze skonfiskowały cały majątek cystersów, opatowi oliwskiemu przyznając pensję, a klasztorowi odszkodowanie. Oliwa składała się wówczas głównie z zabudowań przy Starym Rynku Oliwskim i ul. Kwietnej. Powstało sołectwo oliwskie. Do połowy XIX wieku Oliwa nie posiadała żadnego przedstawicielstwa, a sołtys sprawował zarząd samodzielnie.
W 1794 przybył do Oliwy ogrodnik Jan Jerzy Saltzmann.
W 1798 na zlecenie opata komendatariusza oliwskiego klasztoru Karola von Hohenzollern-Hechingen na szczycie Wzgórza Pachołek pawilon powstał widokowy, który w 1882 zastąpiono murowaną wieżą widokową o konstrukcji z żelaza.
Od 1804 siedzibą oliwskiego sołtysa stał się Dom Bramny (dawna wielka brama opactwa).

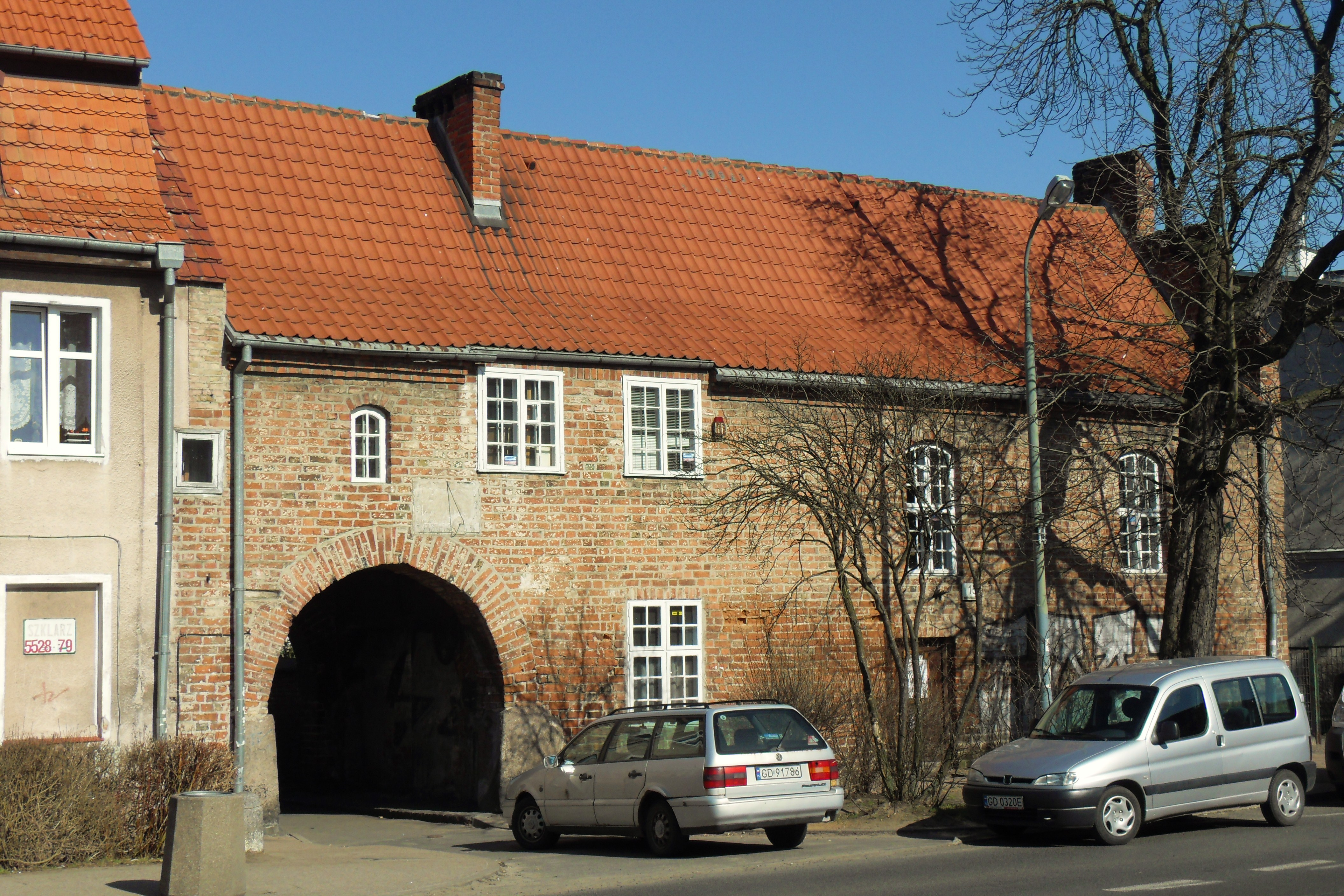
Dom Bramny, zwany też Domem Zarazy

W 1807 Oliwę zajęły wojska napoleońskie, które w klasztorze urządziły lazaret. Oliwa znajdowała się w obrębie Wolnego Miasta Gdańska – w praktyce do 1813, kiedy do Oliwy wkroczyły wojska rosyjskie. W trakcie oblężenia Gdańska w 1813 przez Rosjan, w Oliwie został założony rosyjski lazaret.

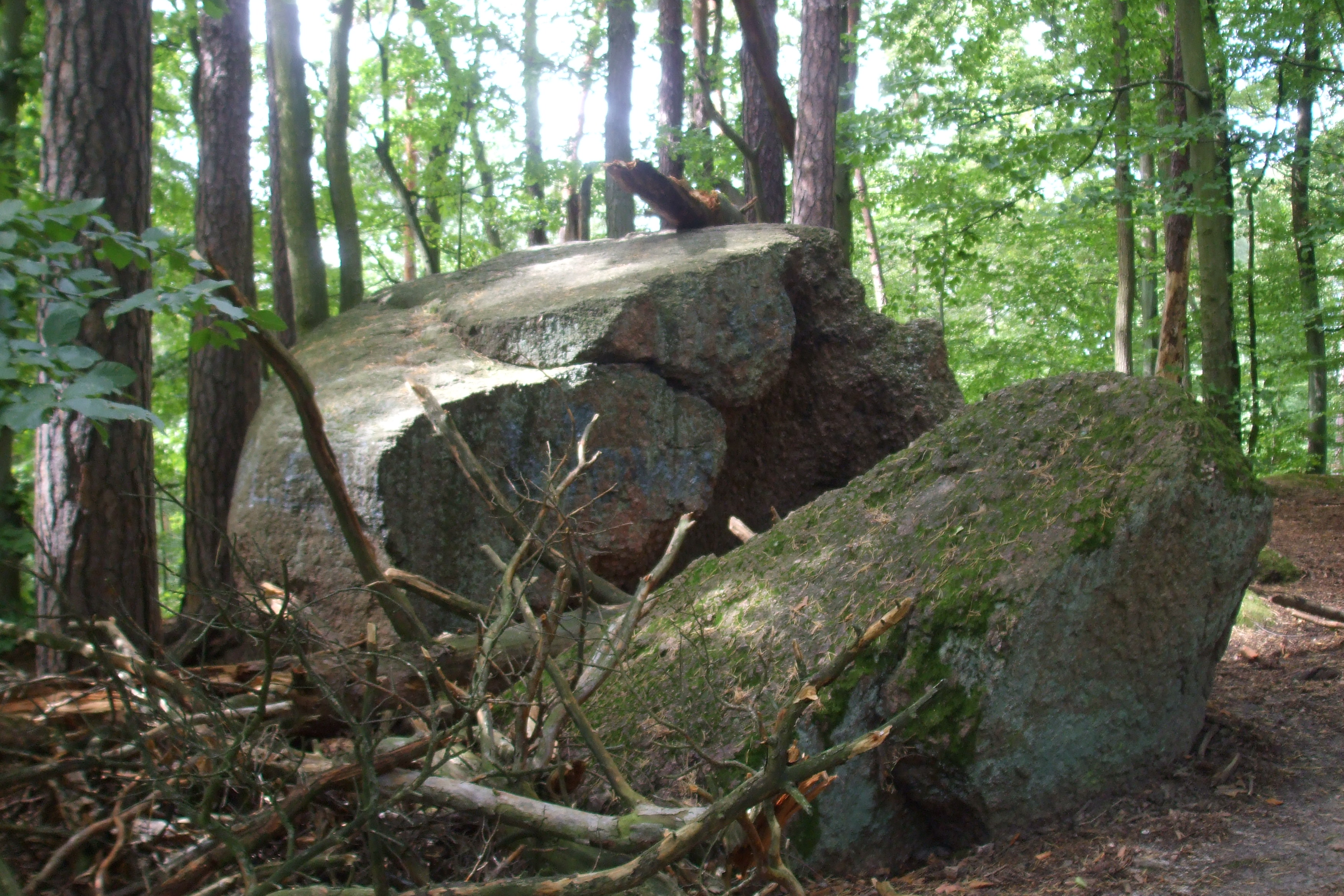
Diabelski Kamień w Lasach Oliwskich

W 1815 Oliwa, wraz z Gdańskiem, została ponownie przyłączona do Królestwa Prus. Nastąpił okres względnego spokoju i duży napływ ludności: okolicznych Kaszubów i gdańszczan.
W 1822 została zbudowana bita droga, łącząca Gdańsk z Oliwą. W pierwszej połowie XIX wieku przy tej drodze powstały osiedla robotnicze o wiejskim charakterze. Podobna zabudowa zaczęła powstawać wzdłuż ul. Polanki i ul. Rybińskiego.
W 1831 zostało ostatecznie zlikwidowane opactwo cysterskie. Kościół klasztorny stał się katolickim kościołem parafialnym, a dotychczasowy kościół parafialny (pod wezwaniem św. Jakuba) został oddany na użytek gminy ewangelickiej. Parafia oliwska obejmowała wówczas swym zasięgiem obszar kilkunastu miejscowości m.in.: Sopot, Wrzeszcz, Zaspa, Nowy Port, Wysoka i Rynarzewo.
W 1832 został zamknięty (nieistniejący obecnie) cmentarz przy kościele św. Jakuba. W 1832 został założony cmentarz, który dał początek obecnemu Cmentarzowi Oliwskiemu.
W 1832 przebudowano wnętrze Domu Bramnego. Budynek, w którym urzędował sołtys wymagał przystosowania do celów administracyjnych. W 1852 powstała rada reprezentująca Oliwę. Pierwszym wójtem Oliwy został mianowany w 1852 Gustaw Schilling.
W 1864 przedsiębiorstwo Thiel, Goldweid und Hadlich uruchomiło linię konnych omnibusów, łączącą Gdańsk z Oliwą i Sopotem.
W 1864 do Oliwy przyłączono Polanki i Dolinę Schwabego, czyli część dzisiejszej Doliny Radości. W 1907 przyłączono do Oliwy gminę Jelitkowo i osady: Żabiankę oraz „Kuźnię Konrada” (w obrębie obecnego Przymorza).
W 1867 rozpoczęła się budowa nowej drogi z Oliwy do położonej za lasami Osowej (dzisiejsza ul. Spacerowa).

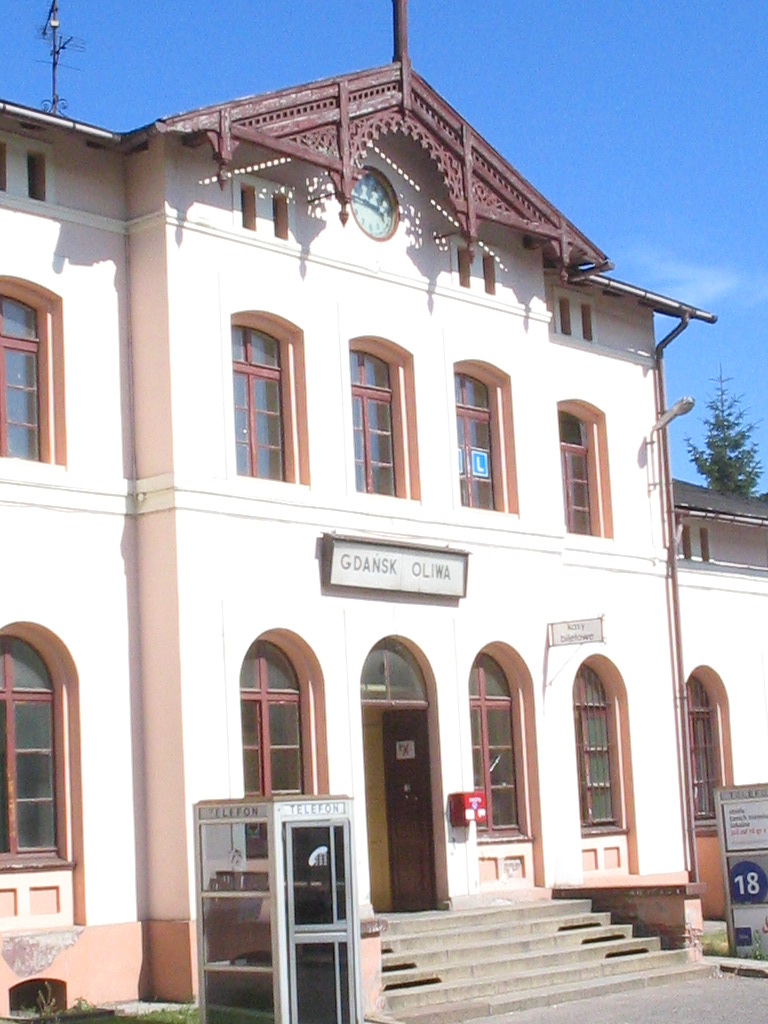
Stacja kolejowa Gdańsk Oliwa

W 1870 wybudowano połączenie kolejowe z Gdańskiem i Koszalinem. Dworzec Gdańsk Oliwa został zbudowany i otwarty w 1870. Po doprowadzeniu do Oliwy kolei, konkurencji z koleją nie wytrzymała linia omnibusów. Omnibusy najpierw skróciły trasę, aż ostatecznie cała linia została zlikwidowana.

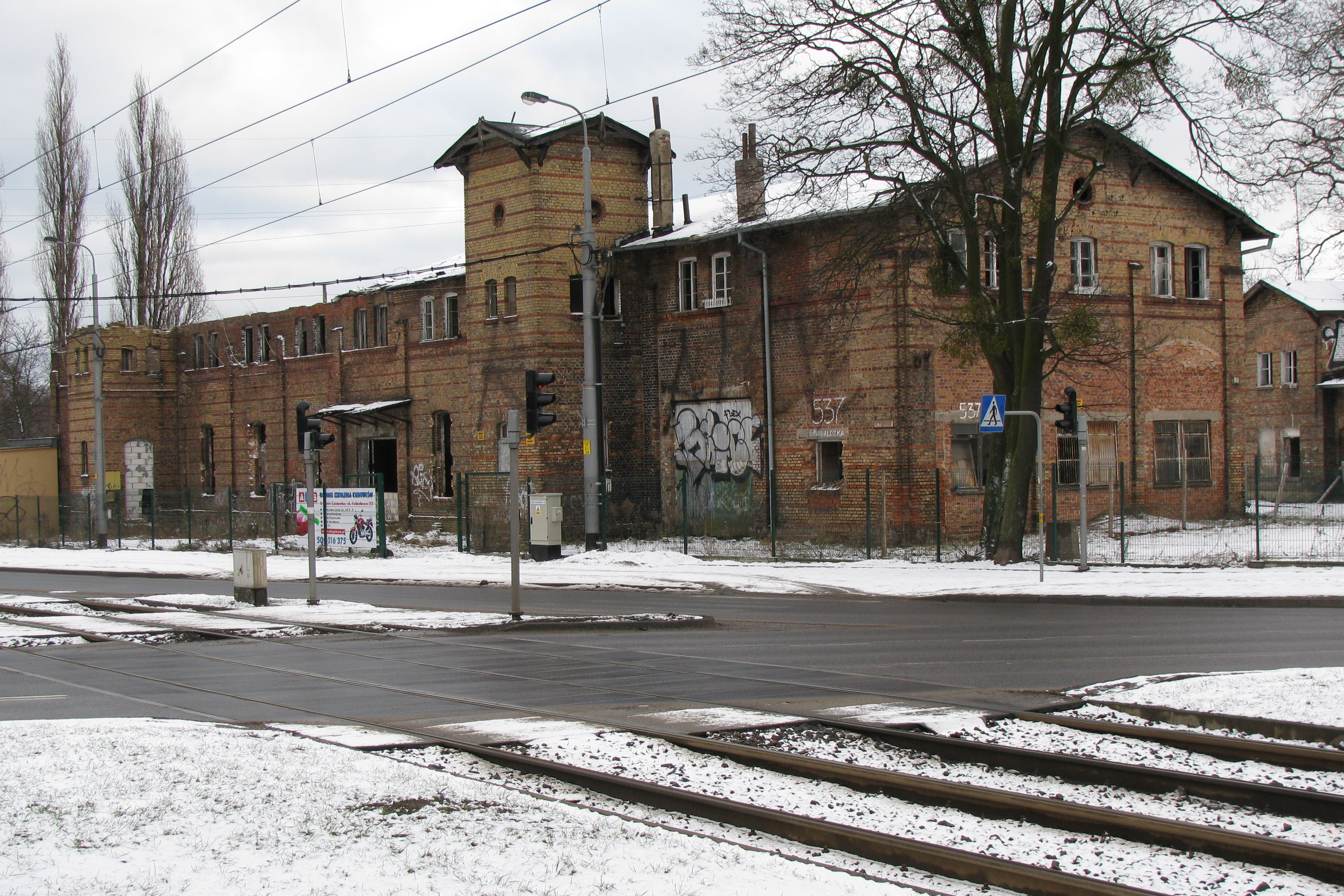
Dawna fabryka mydła, później zajezdnia tramwajowa

W 1870 zbudowana została fabryka mydła (al. Grunwaldzka 535/537), która później pełniła funkcję zajezdni tramwajowej.
21 czerwca 1873 uruchomiona została pierwsza linia tramwaju konnego w Gdańsku, łącząca Oliwę z Gdańskiem przez Wrzeszcz. Przedsiębiorstwo Deutsche Pferdeeisenbahn Gesellschaft, które było właścicielem linii, w 1879 zdemontowało tory na odcinku z Wrzeszcza do Oliwy, z powodu niskiej rentowności.
Rozwój Oliwy przyspieszyło oddanie do użytku kolei i tramwaju. W tym czasie wybrukowano pierwszą ulicę – ul. Rybińskiego. W 1875 powstał pierwszy chodnik w Oliwie. W 1878 utwardzona została droga do Jelitkowa (ul. Pomorska), a w 1879 część ul. Cystersów (od Domu Bramnego do kościoła). Budynek stajni zlikwidowanej linii tramwaju konnego, został zaadaptowany na areszt dla włóczęgów i żebraków. Na Polankach powstało ujęcie wody zaopatrujące Wrzeszcz i Oliwę.
U stóp Pachołka (u zbiegu ul. Opackiej i ul. Spacerowej), w neogotyckim dworku powstałym na miejscu dawnego dworu Totenhof, otworzony został hotelik Karlshof.
W 1889 na jednej z trzech kulminacji wzniesienia Pachołek zbudowany został kamienny pomnik upamiętniający Luizę Pruską (będącą symbolem walki Niemców przeciw agresji napoleońskiej).
Pod koniec XIX wieku została zabudowana północna część Polanek, ul. Rybińskiego i ul. Obrońców Westerplatte. Zaczęły powstawać budynki po wschodniej stronie ul. Grunwaldzkiej.
Królewski Urząd Telegraficzny rozpoczął instalowanie telefonów w Gdańsku i Oliwie. Oddano do eksploatacji drugi tor kolei na odcinku z Gdańska do Sopotu.
Wybudowanie linii tramwajów elektrycznych do Wrzeszcza – linia nr 2 (1901) oraz drugiej linii – linia nr 10, do Jelitkowa (1908) przyczyniło się do dalszej rozbudowy Oliwy, głównie w kierunku południowym. Obie linie były obsługiwane przez wozy dwukierunkowe (bez pętli). Linie nie były połączone ze sobą. Linia do Wrzeszcza zaczynała się przed głównym wejściem do Parku Oliwskiego. Linia do Jelitkowa zaczynała się przy Domu Bramnym.

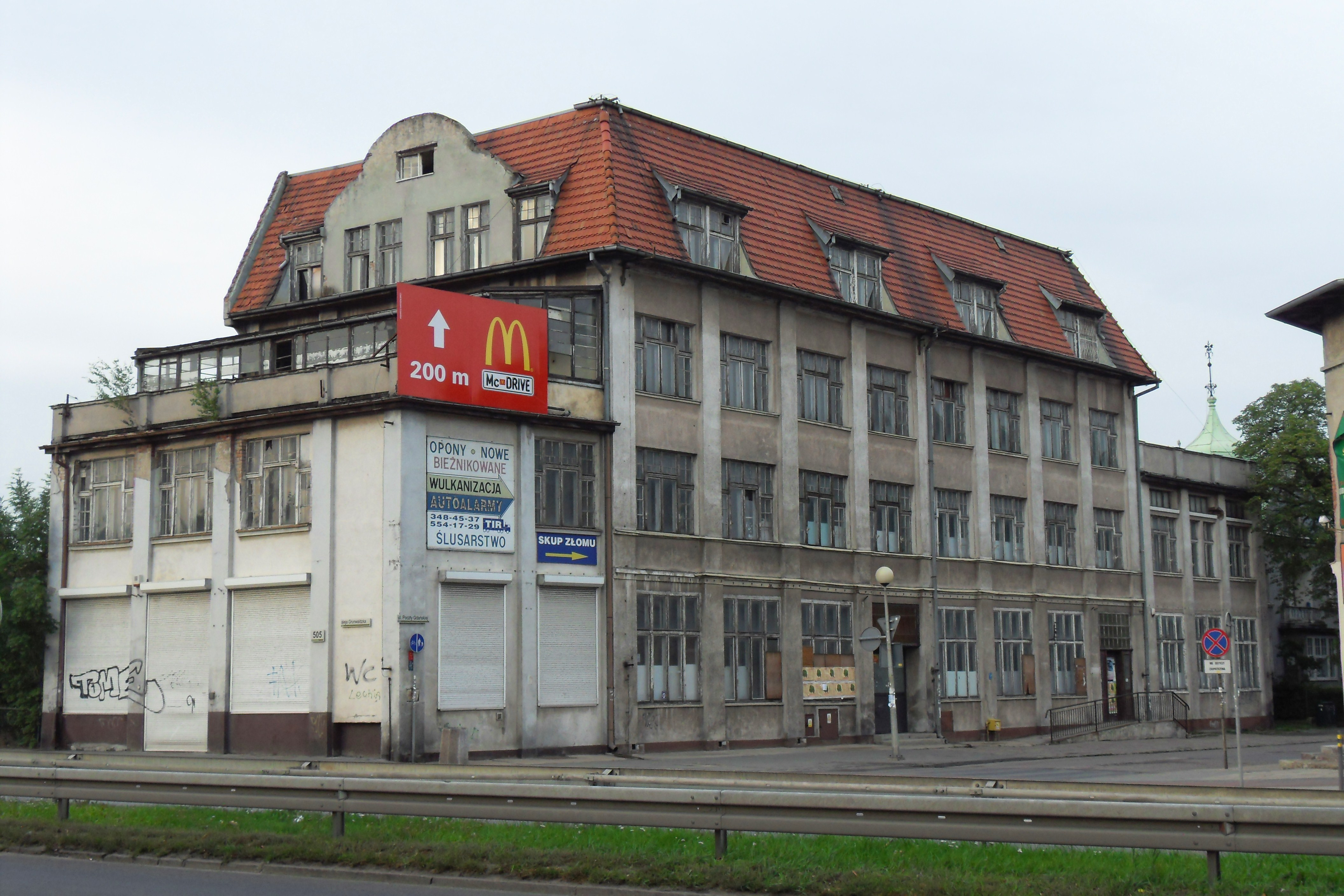
Dawny hotel Deutscher Hof, po II wojnie św. przychodnia

W 1904 zbudowana została szkoła ewangelicka przy ul. Opackiej 7, tzw. czerwona szkoła (szkoła została rozbudowana w 1930). W 1907 powstała oliwska gazownia (Gasanstalt), po wschodniej stronie torów kolejowych.
W 1907 do Oliwy włączono obszary dzisiejszego Jelitkowa, Przymorza i Żabianki.

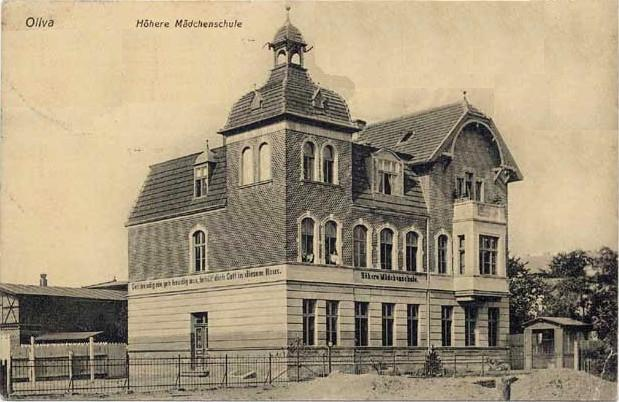
Nieistniejący gmach ratusza miasta Oliwa

W 1909 zbudowano nowy dom zdrojowy i molo w Jelitkowie. W 1910 zbudowany został ratusz (przy skrzyżowaniu ul. Rybińskiego i ul. Schopenhauera, obecnie nieistniejący), do którego przeniesiona została z Domu Bramnego siedziba władz gminy. W 1911 do Oliwy doprowadzono bieżącą wodę, choć kanalizacja pojawiła się dopiero w 1921. W 1911 powstała szkoła katolicka przy ul. Cystersów 13, tzw. biała szkoła (z unikatowym zegarem wieżowym firmy ED Korfhage). W 1912 założono w parku oliwskim ogród botaniczny. 6 sierpnia 1913 oddano do użytku gmach szkoły przy ul. Polanki 130 (obecnie budynek V LO w Gdańsku). Powstawały pensjonaty i hotele, m.in. zbudowany w 1915 hotel Deutscher Hof z 33 pokojami i z 80 łóżkami (po 1945 przychodnia zdrowia, w 2016 zaplanowano modernizację na hotel Hampton by Hilton ze 100 pokojami; ostatecznie budynek został rozebrany i zrekonstruowany w dawnym kształcie). Przy ul. Liczmańskiego powstał ośrodek sportowy. Południowa część Oliwy nabrała charakteru podmiejskiego osiedla willowego.
Zbudowanie w 1914 linii kolejowej Gdańsk Wrzeszcz – Stara Piła ostatecznie wyznaczyło południową granicę Oliwy.
Po wybuchu I wojny światowej dla celów szpitalnych przystosowano m.in. IV Dwór, Dom św. Bernarda pod Pachołkiem (zbudowany w 1912), oliwskie hotele, dom zdrojowy. W tym samym czasie naczelnik gminy został mianowany burmistrzem.
Granice utworzonego postanowieniem traktatu wersalskiego z 1919 (wszedł w życie w 1920) Wolnego Miasta objęły Oliwę.

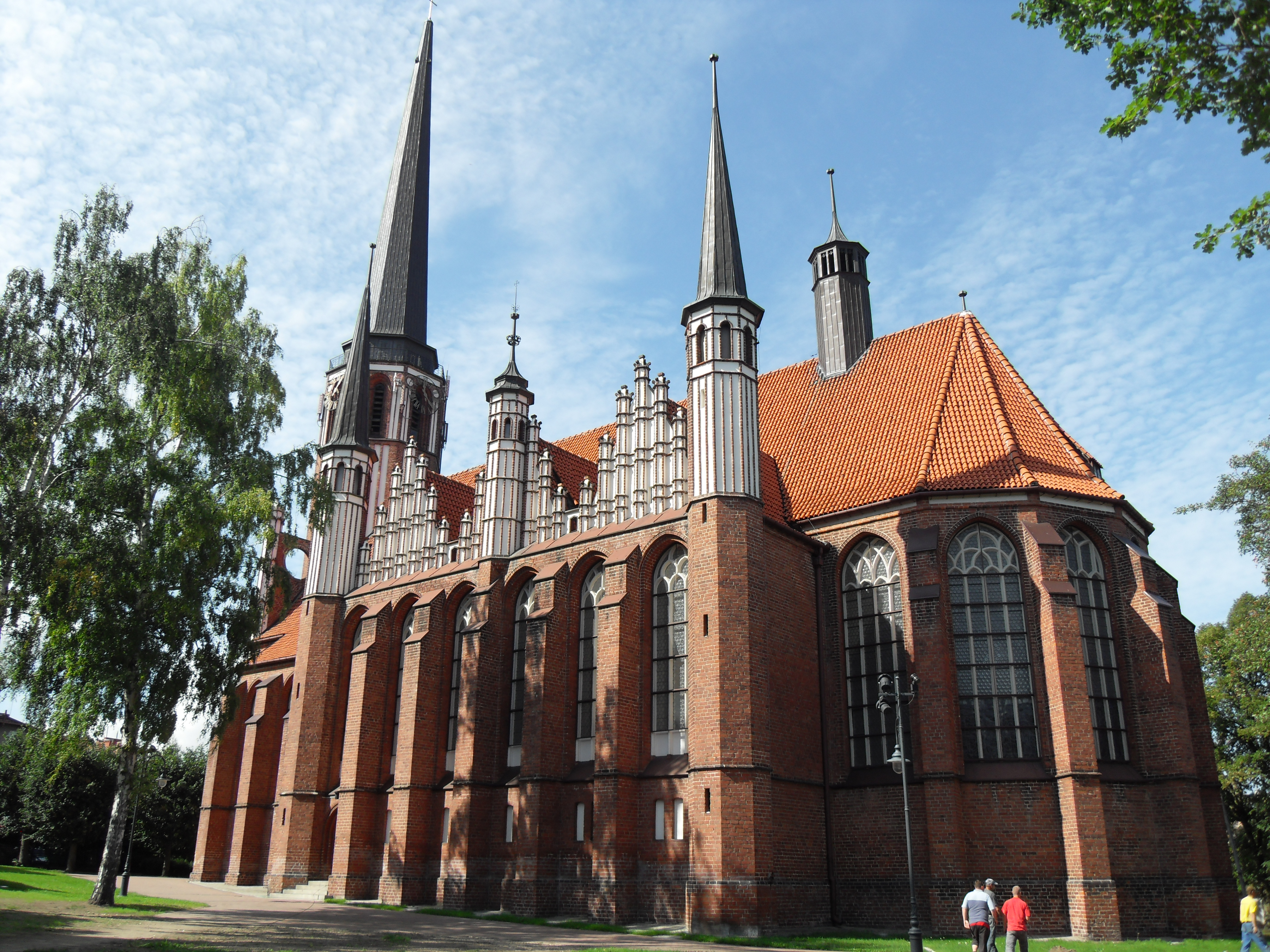
Kościół pw. Matki Bożej Królowej Korony Polskiej

W 1920 zakończono budowę (rozpoczętą w 1900) ewangelickiego, neogotyckiego Kościoła Pojednania (obecnie pw. Matki Bożej Królowej Korony Polskiej, w 1945 przejęty przez cystersów).

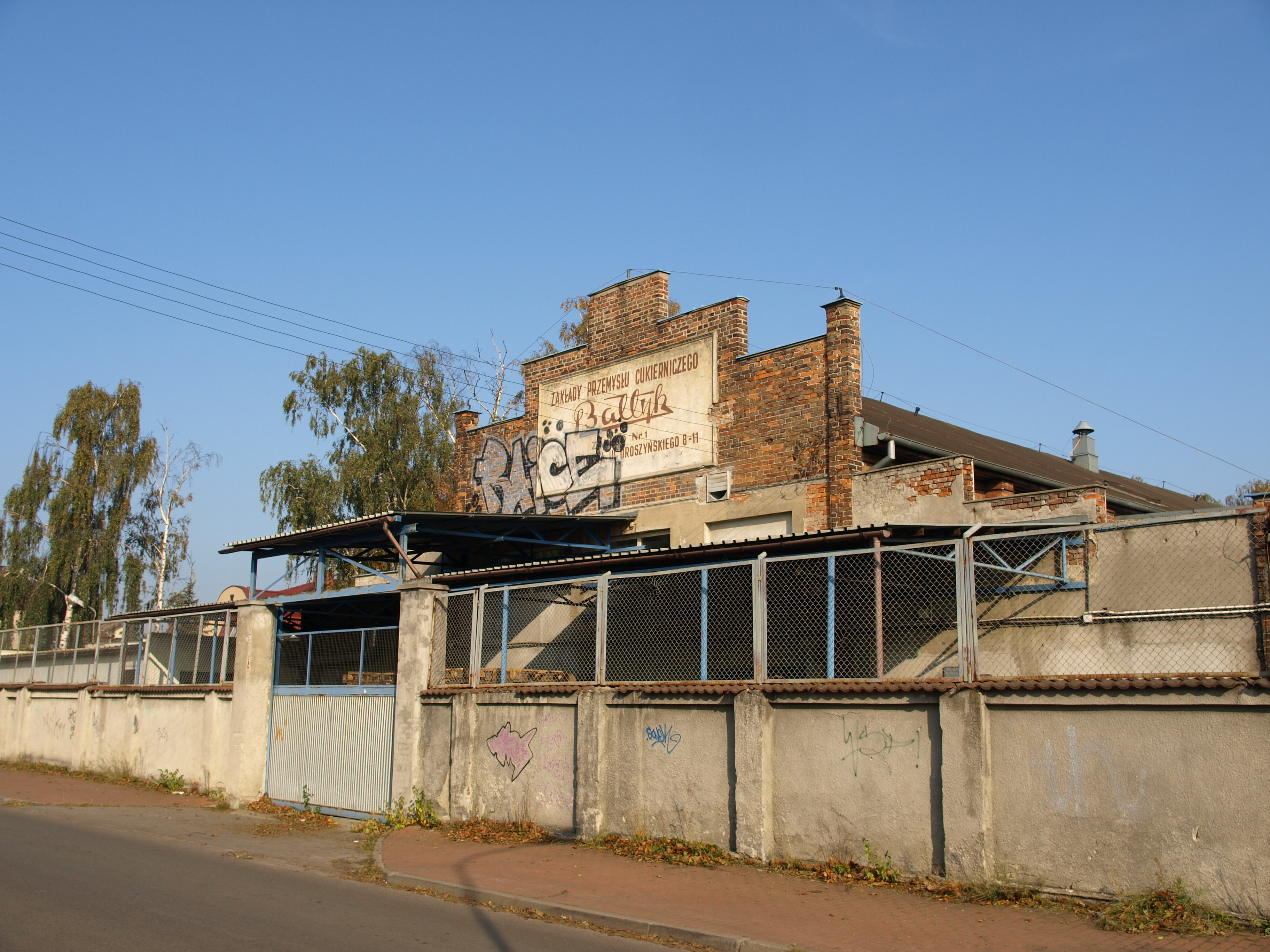
Dawna fabryka czekolady Anglas

Lata 20. przyniosły dalszą rozbudowę Oliwy, w tym zakładów przemysłowych. Powstały m.in.: fabryka farb i lakierów „Daol”, fabryka czekolady „Anglas” (do dziś istnieją budynki fabryki) oraz fabryka i willa należące do wytwórni środków spożywczych „Dr. Oetker” przy obecnej ul. Dickmana (w 1922, po 1945 państwowe „Gdańskie Zakłady Środków Odżywczych”, od 1991 funkcjonuje pod pierwotną nazwą produkując ciasta w proszku, słodkie dekoracje, desery, dekoracje do ciast i środki żelujące).
W 1921 burmistrzem Oliwy został Herbert Creutzburg. Planował on otworzenie w Pałacu Opatów kasyna – na wzór sopockiego. Doprowadził do ruiny oliwską Kasę Oszczędnościową (straty wyniosły 400 000 guldenów). Straty pokryło miasto Gdańsk i od 1 lipca 1926, na mocy decyzji rady gminy z 4 listopada 1925, Oliwa stała się dzielnicą tego miasta, pomimo próby odłączenia po II wojnie światowej.
W 1922 kościół oliwski stał się siedzibą biskupa Edwarda O’Rourke – najpierw administratora apostolskiego dla Wolnego Miasta Gdańska, a potem pierwszego ordynariusza utworzonej w 1925 diecezji gdańskiej.
W 1924 Senat WMG ustanowił herb Oliwy, przedstawiający drzewo oliwne z tarczą z herbem Gdańska.
24 października 1926 poświęcona została kaplica w Jelitkowie.
W 1927 w pałacu opatów zostało utworzone muzeum (Staatliches Landesmuseum für Danziger Geschichte). Dyrektorem muzeum został mianowany Erich Keyser.
W 1932 w pobliżu Doliny Radości została zbudowana skocznia narciarska.

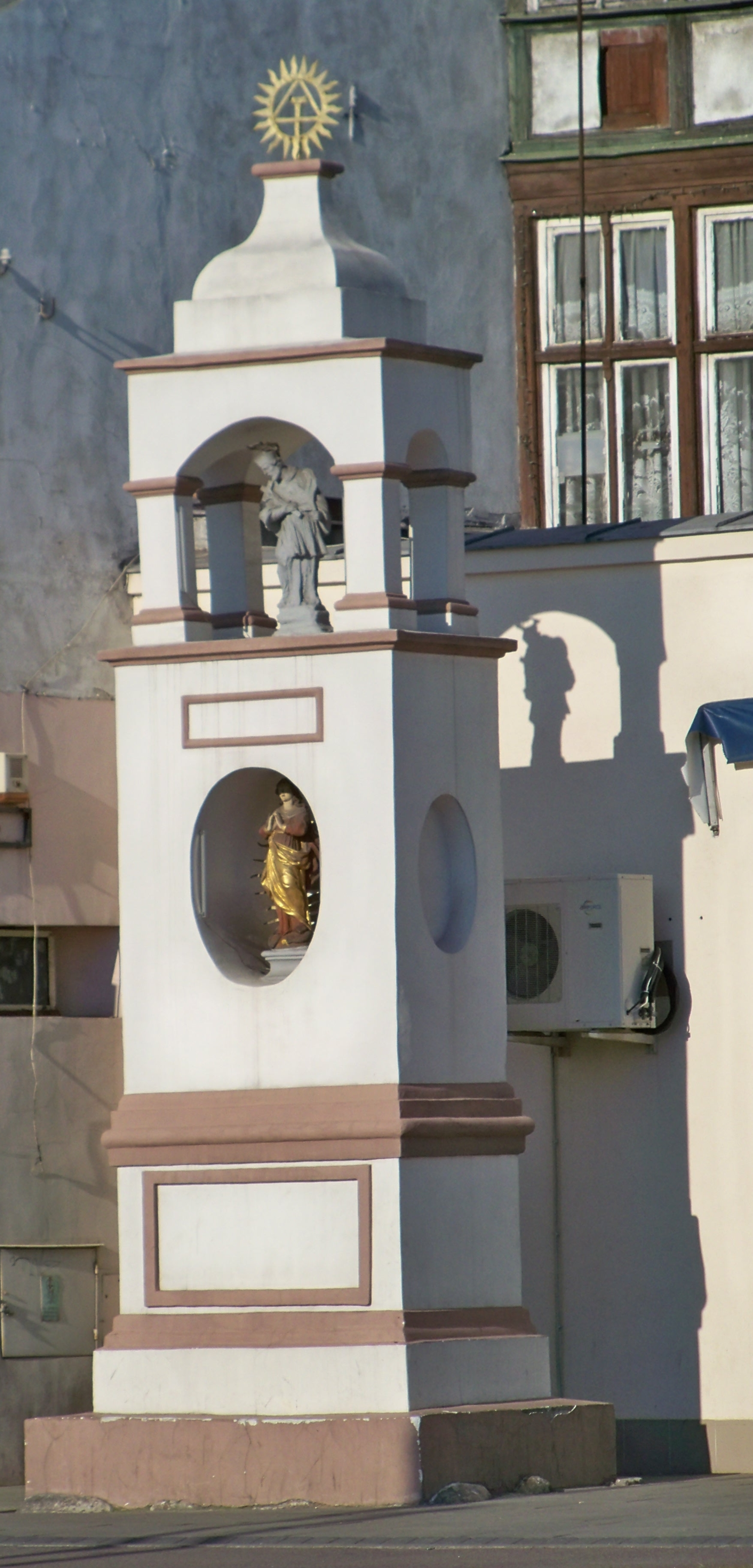
Kapliczka przydrożna

W 1939 w Oliwie istniały trzy kina: Park-Lichtspiele przy dzisiejszej al. Grunwaldzkiej 521, a Roxy przy ul. Rybińskiego 11.
W 1939 na placu przed katedrą położono granitowe płyty.

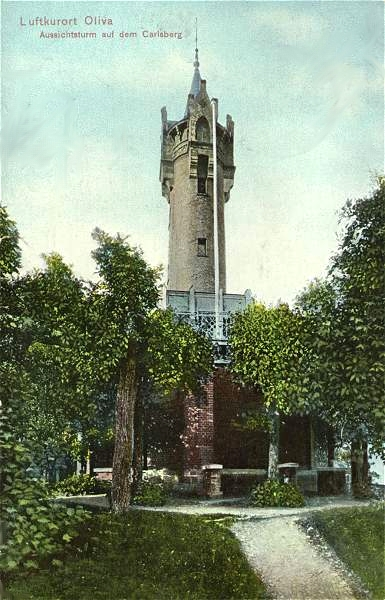
Nieistniejąca wieża widokowa na Wzgórzu Pachołek

1 września 1939 wybuchła II wojna światowa. Wolne Miasto Gdańsk (w tym Oliwa) oraz polskie województwo pomorskie zostały włączone do III Rzeszy jako Okręg Rzeszy Gdańsk-Prusy Zachodnie. W białej szkole umieszczono lazaret dla żołnierzy niemieckich. W marcu 1945, w ramach operacji pomorskiej, 2 Front Białoruski nacierał na Gdańsk przez Oliwę z północy i zachodu. Po południu 23 marca 1945 niemieccy saperzy wysadzili wieżę na Pachołku, w obawie użycia jej przez czerwonoarmistów jako punktu obserwacyjnego pola walki na terenie miasta. 23 marca zostały zajęte wzgórza oliwskie, z których zaczął się bezpośredni ostrzał miasta. Oliwa została zajęta, z niewielkimi zniszczeniami, przez wojska radzieckie 25 marca 1945; razem z Gdańskiem wróciła do Polski. Rosyjscy żołnierze podpalali niektóre budynki już po zdobyciu Oliwy. Po wkroczeniu Sowietów spalony został, nieodbudowany później, Kurhaus Oliva (Dom Zdrojowy) przy ul. Podhalańskiej. W szpitaliku św. Łazarza znajdowali się ranni żołnierze niemieccy, którzy zostali zamordowani 25 marca. Oliwa była samodzielną jednostką administracyjną na prawach miasta, lecz wkrótce została ponownie włączona do Gdańska.

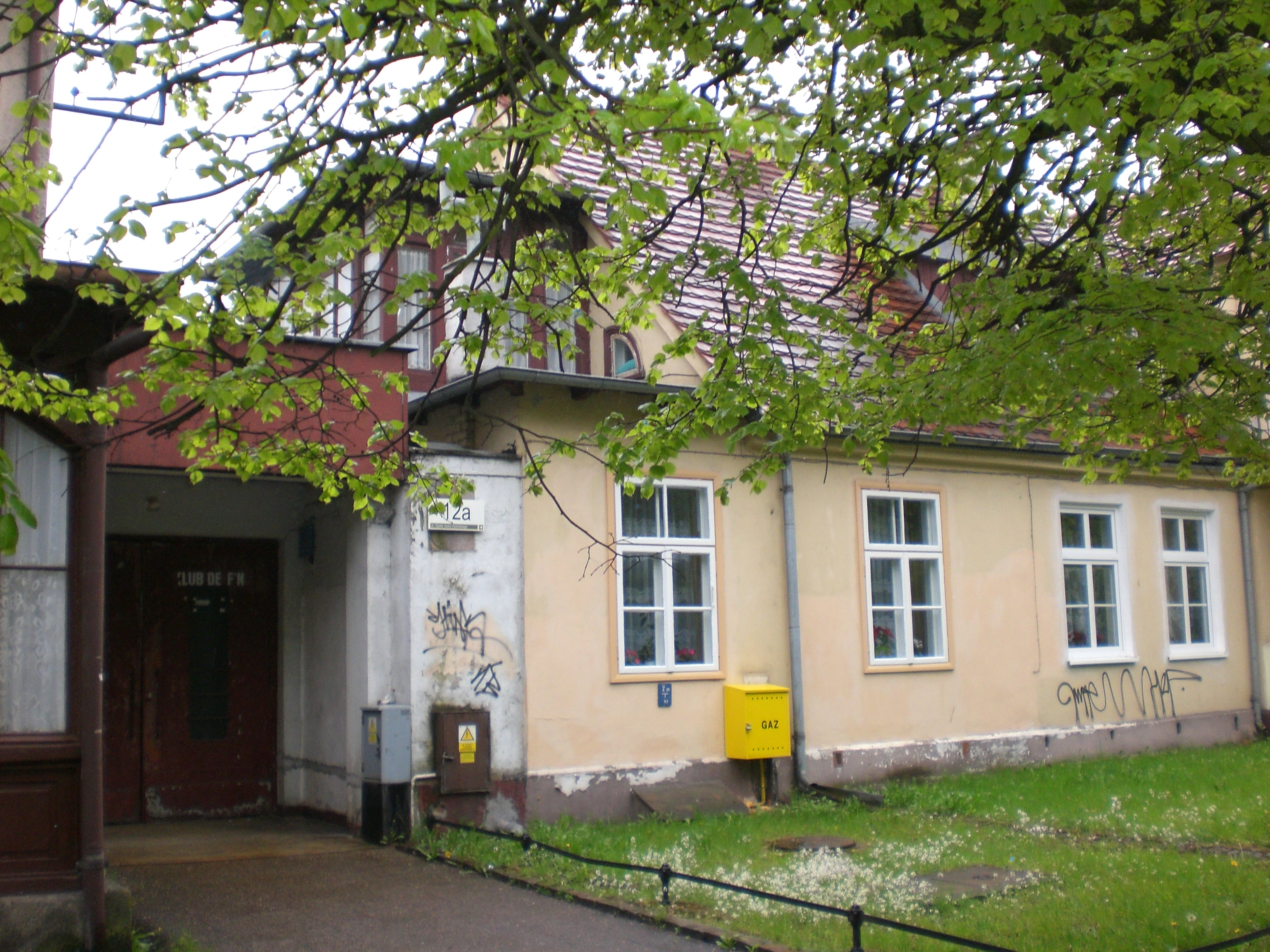
Dawne kino Delfin

Roxy było pierwszym kinem w powojennym Gdańsku, przemianowane na kino Polonia. Pierwszy seans odbył się 6 lipca 1945. Później nazwę kina zmieniono na Delfin. Kino obecnie jest nieczynne.
Uruchomiona została linia autobusowa łącząca Gdańsk z Gdynią, z przystankiem w Oliwie. Do końca 1946 uruchomiono także linie tramwajowe z Oliwy do Jelitkowa (linia nr 4), do Gdańska (linia nr 2), a także zlikwidowaną później linię z Oliwy do Sopotu (linia nr 7). W 1948 w pobliżu ul. Grunwaldzkiej zbudowano pętlę tramwajową (została przebudowana w 1963).
W 1947 powstała Publiczna Szkoła Podstawowa nr 35, od 1950 mieszcząca się przy ul. Wita Stwosza 23 (w gmachu przedwojennego domu emerytowanych nauczycielek niemieckich), w 1968 przeniesiona ostatecznie do nowego gmachu przy ul. Wąsowicza 30.
W 1951 został oddany do użytku przystanek Szybkiej Kolei Miejskiej Gdańsk Polanki, którego aktualna nazwa to Gdańsk Przymorze-Uniwersytet.
1 maja 1954 otwarte zostało oliwskie zoo.
W 1955 (w 100. rocznicę śmierci) odsłonięty został pomnik Adama Mickiewicza w Parku Oliwskim, a park został nazwany jego imieniem.
26 kwietnia 1957 zostało wystosowane ogłoszenie o rozpoczęciu naboru kandydatów do Biskupiego Seminarium Duchownego z siedzibą w Gdańsku Oliwie i tym samym zostało ono erygowane. Obecnie funkcjonuje ono pod nazwą Gdańskie Seminarium Duchowne.

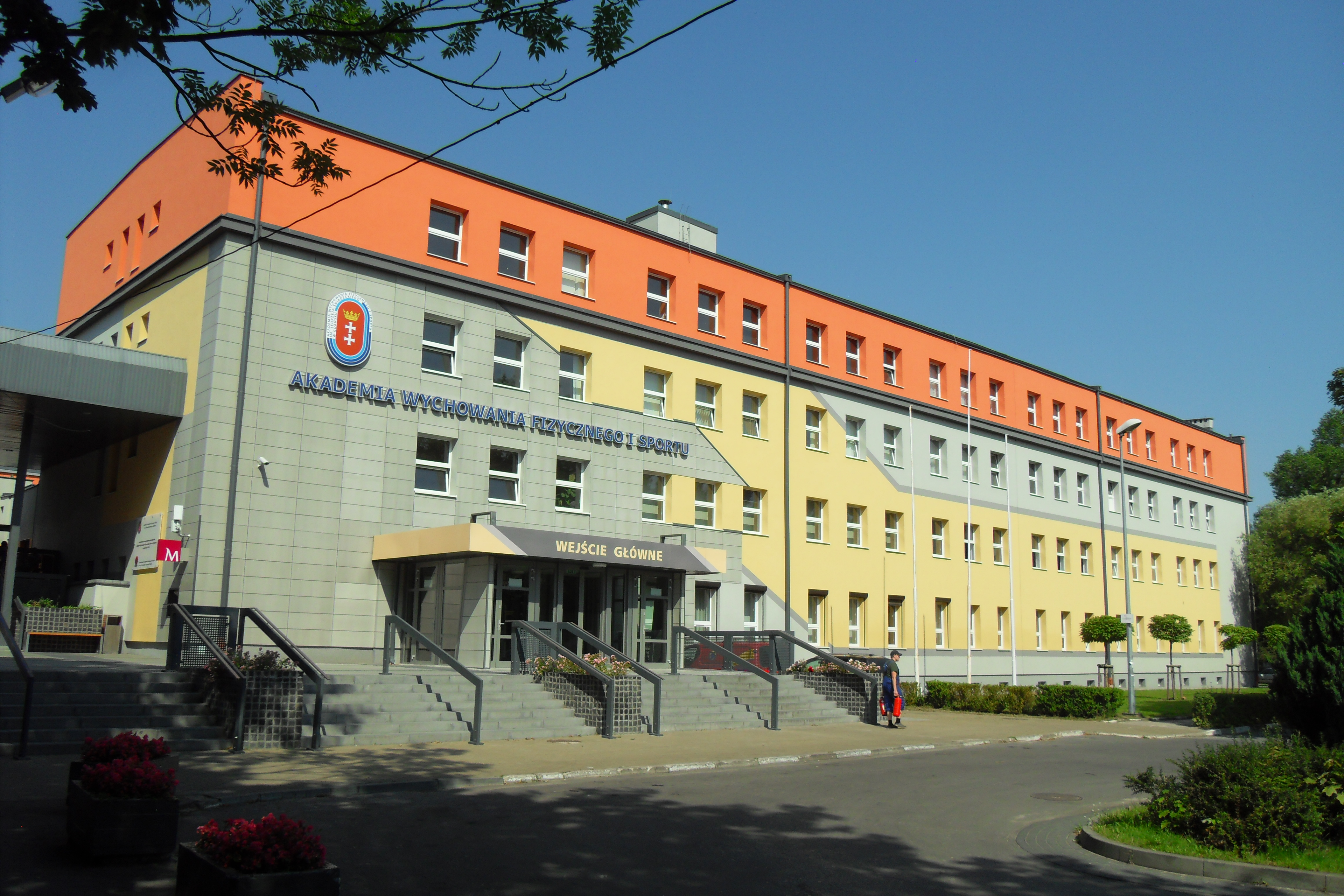
Akademia Wychowania Fizycznego i Sportu im. Jędrzeja Śniadeckiego – gmach główny

W 1957 do Oliwy przeniesiono Technikum Wychowania Fizycznego, na bazie którego utworzono Studium Nauczycielskie Wychowania Fizycznego, a 12 lat później Wyższą Szkołę Wychowania Fizycznego, przemianowaną w 1981 na Akademię Wychowania Fizycznego. Obecnie funkcjonuje pod nazwą Akademia Wychowania Fizycznego i Sportu.
Na początku lat 60. poszerzona została ul. Grunwaldzka, przy czym w 1963 zburzono zabytkowy szpitalik św. Łazarza z 1660.
W latach 1960–1972 w Oliwie mieszkał Krzysztof Klenczon.
W 1967 odsłonięte zostały w Parku Oliwskim pomniki Mściwoja II i Świętopełka II Wielkiego.
16 grudnia 1972 została przekazana do użytkowania Hala Olivia.
Po utworzeniu Uniwersytetu Gdańskiego (skr.: UG) na jego potrzeby, na początku lat siedemdziesiątych w Oliwie powstały dwa nowe budynki – dla Wydziału Humanistycznego i Wydziału Matematyki i Fizyki; wkrótce zbudowano też rektorat, domy studenckie, hotel asystencki i stołówkę, będące zalążkiem uniwersyteckiego miasteczka.
Po zbudowaniu w latach 70. XX wieku nowego osiedla, powstał przystanek SKM Gdańsk Żabianka, którego obecna nazwa to Gdańsk Żabianka-AWFiS.
W 1977, z okazji 350. rocznicy bitwy pod Oliwą, zostały odsłonięte dwie tablice pamiątkowe: na ścianie Pałacu Opatów i na cokole pomnika królowej Luizy (na wzgórzu Pachołek).
Dwukrotnie w czasie pobytu w Gdańsku, w czerwcu 1987 oraz w czerwcu 1999, Jan Paweł II zamieszkał w specjalnie przygotowanym apartamencie nieopodal oliwskiej archikatedry.

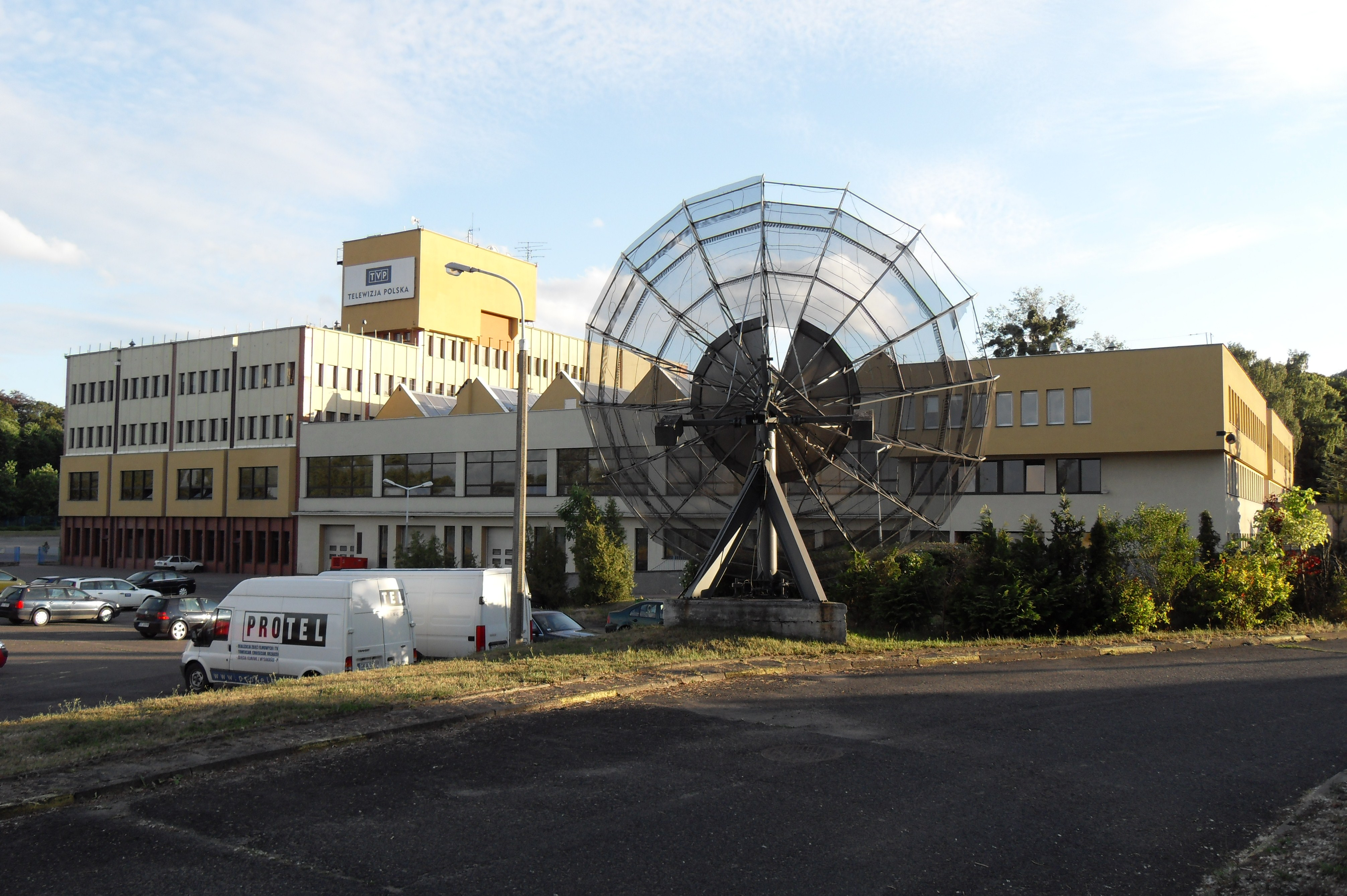
Telewizja Gdańsk – ośrodek regionalny Telewizji Polskiej

Gdański ośrodek regionalny Telewizji Polskiej (TVP Gdańsk) 18 grudnia 1996 rozpoczął nadawanie programu telewizyjnego ze studia w Oliwie usytuowanego przy ul. Józefa Czyżewskiego 42 (już w 1987 z poprzedniego ośrodka we Wrzeszczu przeniosła się część służb technicznych).

## Współczesność
XXI wiek Oliwa rozpoczęła otwarciem nowego budynku na terenie Kampusu Oliwa Uniwersytetu Gdańskiego – Wydziału Prawa i Administracji.

### 2005
Zostało ukończone osiedle Wita Stwosza, przy ulicy Wita Stwosza (3 budynki wielorodzinne z podziemną halą garażową).

### 2008
14 kwietnia podczas spotkania z mieszkańcami w sali gimnazjum nr 23 grupa inicjatywna powołania Rady Osiedla w Oliwie Rada Oliwy uhonorowała Oliwskim Paszportem prezydenta Lecha Wałęsę, najsłynniejszego mieszkańca dzielnicy.

### 2011
W maju wybrano pierwszą Radę Osiedla Oliwa.
We wrześniu odbył się Festyn Oliwski zorganizowany przez Radę Osiedla.

### 2012
W maju Robotnicza Spółdzielnia Mieszkaniowa Budowlani odchodziła jubileusz 50-lecia istnienia.
Od 2012 Fundacja Wspólnota Gdańska organizowała Święto Oliwy – Viva Oliva.

### 2013
20 stycznia uroczyście została otwarta siedziba Rady Osiedla Oliwa przy ulicy Opata Jacka Rybińskiego 10.
Od lutego – 9 tablic drogowych wyznacza granice Oliwy.

### 2014
Od 1 czerwca Oliwa jest dzielnicą.

### 2016
17 czerwca w V LO w Gdańsku odbyła się uroczysta sesja Rady Miasta Gdańska z okazji 90. rocznicy włączenia Oliwy do Gdańska.

### 2017
9 lipca uroczyście otwarto ogród z elementami sensorycznymi.
W sierpniu zamknięto funkcjonujący najdłużej w historii dzielnicy bar mleczny przy Alei Grunwaldzkiej 503, który działał od 1950.
We wrześniu działalność rozpoczął Oliwski Ratusz Kultury. W tym samym miesiącu rozpoczęła się budowa nowej rotundy Palmiarni w Parku Oliwskim.

### 2018
12 września skwerowi znajdującemu się u zbiegu ulic Żeromskiego, Grottgera i Wita Stwosza nadano imię Ireny Jarockiej.

### 2019
Zakończyła się trwająca od 2009 budowa kompleksu biurowego Alchemia. W tym samym roku rozpoczęto z kolei stawianie 14-kondygnacyjnego biurowca Wave przedsiębiorstwa Skanska (48 tys. metrów kw. powierzchni biurowej) w postaci dwóch 55-metrowych wież połączonych przeszklonym łącznikiem między trzecim a dziewiątym piętrem, z dwukondygnacyjnym parkingiem podziemnym na 330 samochodów i 400 rowerów. Pierwszy z biurowców ukończono w 2020.

### 2020
27 lutego skwerowi pomiędzy restauracją McDonald’s a Potokiem Oliwskim i Stawem Młyńskim przy Alei Grunwaldzkiej nadano imię Stefana Eleka.
26 listopada skwerowi między ulicami Obrońców Westerplatte i Kaprów, z pominięciem stanowiska Rady Dzielnicy Oliwa, nadano imię generała Marka Bezruczki.

### 2021
Od 3 maja o godzinie 17:00 z gotyckiego Domu Bramnego, zwanego Domem Zarazy, przy 
ulicy Stary Rynek Oliwski rozbrzmiewa Oliwski Hejnał Pokoju. Pomysłodawczynią i autorką jest Jadwiga Możdżer.
9 maja odbyła się uroczystość odsłonięcia tablicy z nazwą skweru im. gen. Marka Bezruczki u zbiegu ulic Kaprów i Obrońców Westerplatte.
21 maja odbyła się uroczystość odsłonięcia tablicy, na kamienicy przy ulicy Podhalańskiej 16, upamiętniającej Annę Fiszer, Władysława Lama i Kazimierza Śramkiewicza.
18 października odbyła się uroczystość odsłonięcia na kamienicy przy ulicy Wita Stwosza 38 tablicy upamiętniającej profesora Mariana Osińskiego.
20 października na skwerze imienia artystki u zbiegu ulic Grottgera, Wita Stwosza i Żeromskiego, odsłonięto pomnik Ireny Jarockiej autorstwa Macieja Jagodzińskiego-Jagenmeera.
W październiku poinformowano, że w listopadzie tego samego roku Palma znajdująca się w nowej rotundzie Palmiarni w Parku Oliwskim zostanie wycięta i zastąpiona innymi okazami roślin. Również w październiku tego samego roku Zarząd Dzielnicy Oliwa złożył zawiadomienie do prokuratury w sprawie obumarcia 180-letniego daktylowca w Parku Oliwskim; w kolejnym miesiącu zawiadomienie w tej sprawie złożył również Pomorski Wojewódzki Konserwator Zabytków. W grudniu daktylowca wycięto.

### 2022
20 stycznia zmarła Danuta Rolke-Poczman. Została pochowana na Cmentarzu Oliwskim.
19 marca odbyło się uroczyste otwarcie Palmiarni w Parku Oliwskim.
W maju na terenie pomiędzy ulicami Opacką i Cystersów powstał nowy teren zielony, którego elementem jest odtworzona oś widokowa na Katedrę Oliwską. Z tej okazji odbył się również piknik sąsiedzki. Park został udostępniony we wrześniu tego samego roku. W marcu 2023 otwarto wejście od strony ulicy Cystersów.
W czerwcu podczas uroczystości 75-lecia Szkoły Podstawowej nr 35 w Oliwie przygotowano kapsułę czasu, która ma zostać otwarta za ćwierć wieku – w jej setne urodziny.
Od czerwca na ścianie kamienicy przy ulicy Opata Jacka Rybińskiego znajduje się mural, jest to inicjatywa muralisty Marcina Budzińskiego spełniona z udziałem mecenasa – firmy Moderna Holding.
W sierpniu podczas remontu tunelu Dworca PKP Gdańsk Oliwa zniszczono zabytkowe kafle ozdobne z początku XX wieku. Rada Dzielnicy Oliwa wystosowała w tej sprawie pismo do Pomorskiego Wojewódzkiego Konserwatora Zabytków. Złożono również zawiadomienie do prokuratury, w maju 2023 postępowanie zostało umorzone. Mimo wielu interwencji remont wraz ze skuwaniem zabytkowych kafli był kontynuowany. W październiku 2022 Pomorski Wojewódzki Konserwator Zabytków rozpoczął procedurę wpisania Dworca PKP Gdańsk Oliwa do Rejestru Zabytków Województwa Pomorskiego, która zakończyła się w marcu 2025.
22 września odbyła się uroczystość odsłonięcia tablic upamiętniających Władysława Dobruckiego (na kamienicy przy ulicy Obrońców Westerplatte 35), Zofii Janukowicz-Pobłockiej i Huberta Pobłockiego (na kamienicy przy ulicy Kwietnej 3), Franciszka Mamuszki (na kamienicy przy ulicy Kaprów 11) oraz Kazimierza Kopeckiego (na kamienicy przy ulicy Derdowskiego 28).
Od listopada w Domu Zarazy działa Dom Sąsiedzki.

### 2023
20 kwietnia odbyła się uroczystość odsłonięcia na kamienicy przy ulicy Grottgera 9 tablicy upamiętniającej Mariana Pelczara.
W maju w budynku przy skrzyżowaniu ulic Grottgera i Tetmajera rozpoczęła działalność Cosma Gallery.
Od 2023 Stowarzyszenie „Stara Oliwa” w Domu Zarazy organizuje Oliwskie Jarmarki Cysterskie.

### 2024
28 czerwca odbyła się uroczystość odsłonięcia, na kamienicy przy Alei Grunwaldzkiej 496, tablicy upamiętniającej Danutę Rolke-Poczman.
24 października Senat Uniwersytetu Gdańskiego podjął uchwałę w której zwraca się do Rady Miasta Gdańska z wnioskiem o zmianę nazwy odcinka ulicy Jana Bażyńskiego – od skrzyżowania z aleją Grunwaldzką do skrzyżowania z ulicą Wita Stwosza – na ulicę prof. Marii Janion.

### 2025
21 lutego Rada Dzielnicy Oliwa jednogłośnie przyjęła negatywną opinię wobec wniosku Senatu Uniwersytetu Gdańskiego z 24 października 2024 dotyczącego zmiany nazwy odcinka ulicy Jana Bażyńskiego na ulicę prof. Marii Janion. 23 lipca tego samego roku Rada Dzielnicy Oliwa ponownie wyraziła swój sprzeciw wobec propozycji Uniwersytetu Gdańskiego.
W lutym rozpoczęły się prace związane z budową wielofunkcyjnego Centrum Sportu Uniwersytetu Gdańskiego przy ulicy Wita Stwosza 31. W kwietniu odbyło się uroczyste podpisanie i symboliczne wmurowanie Aktu Erekcyjnego nowo powstającego Centrum Sportu UG.
W marcu na pętli Oliwa odbyło się wydarzenie 50 lat tramwajów 105N w Gdańsku.
W maju przy Alei Grunwaldzkiej 331 otwarto nową siedzibę Pomorskiej Wojewódzkiej Komendy Ochotniczych Hufców Pracy.
W czerwcu obchodzono jubileusze – 120-lecia Szkoły Podstawowej nr 23 oraz 80-lecia
V Liceum Ogólnokształcącego.

## Demografia
- 1772 – ok. 500 mieszkańców[21]
- 1860 – ok. 2000 mieszkańców[21]
- 1874 – ok. 3000 mieszkańców[38]
- 1890 – ponad 4000 mieszkańców
- 1900 – 6471 mieszkańców[21]
- 1905 – ponad 7500 mieszkańców
- 1908 – ponad 10 000 mieszkańców[21]
- 1918 – ok. 11 000 mieszkańców
- 1924 – prawie 14 000 mieszkańców
- 2004 – 19 824 mieszkańców
- 2020 – 14 970 mieszkańców (stan na koniec roku[173])

## Zabytki[174]i atrakcje turystyczne

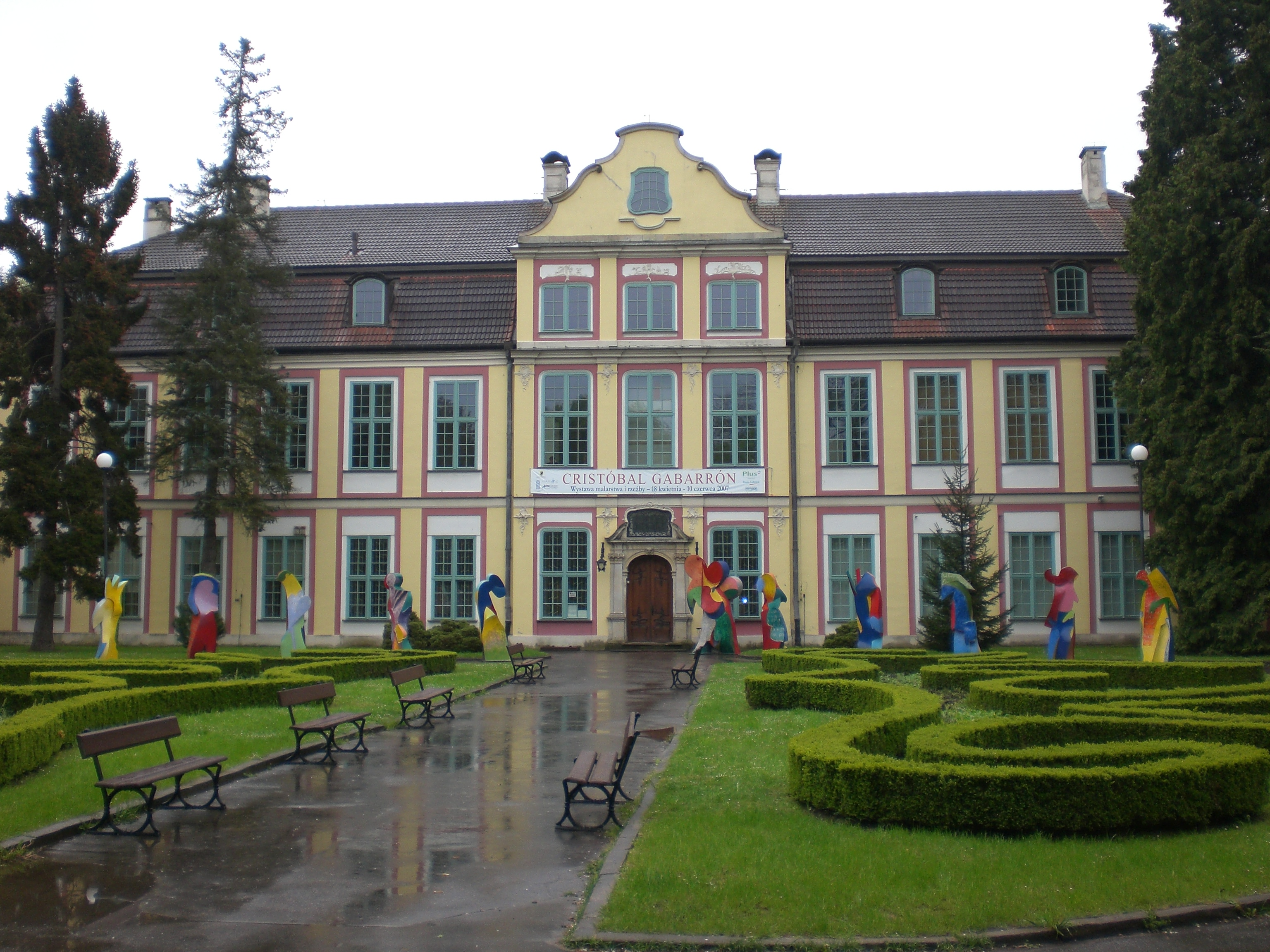
Nowy Pałac Opatów (zbud. 1754–1756)

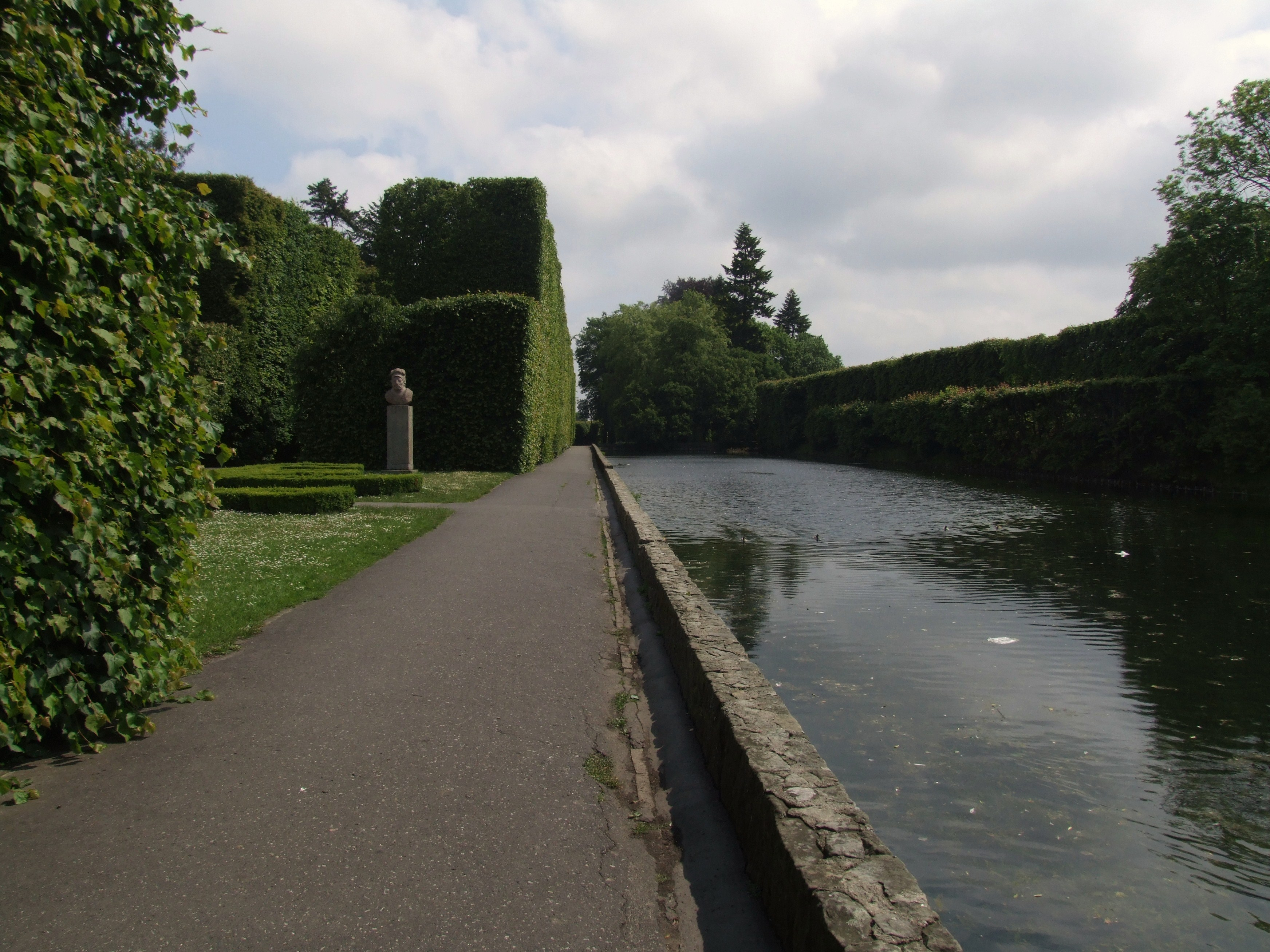
Park im. Adama Mickiewicza w Oliwie

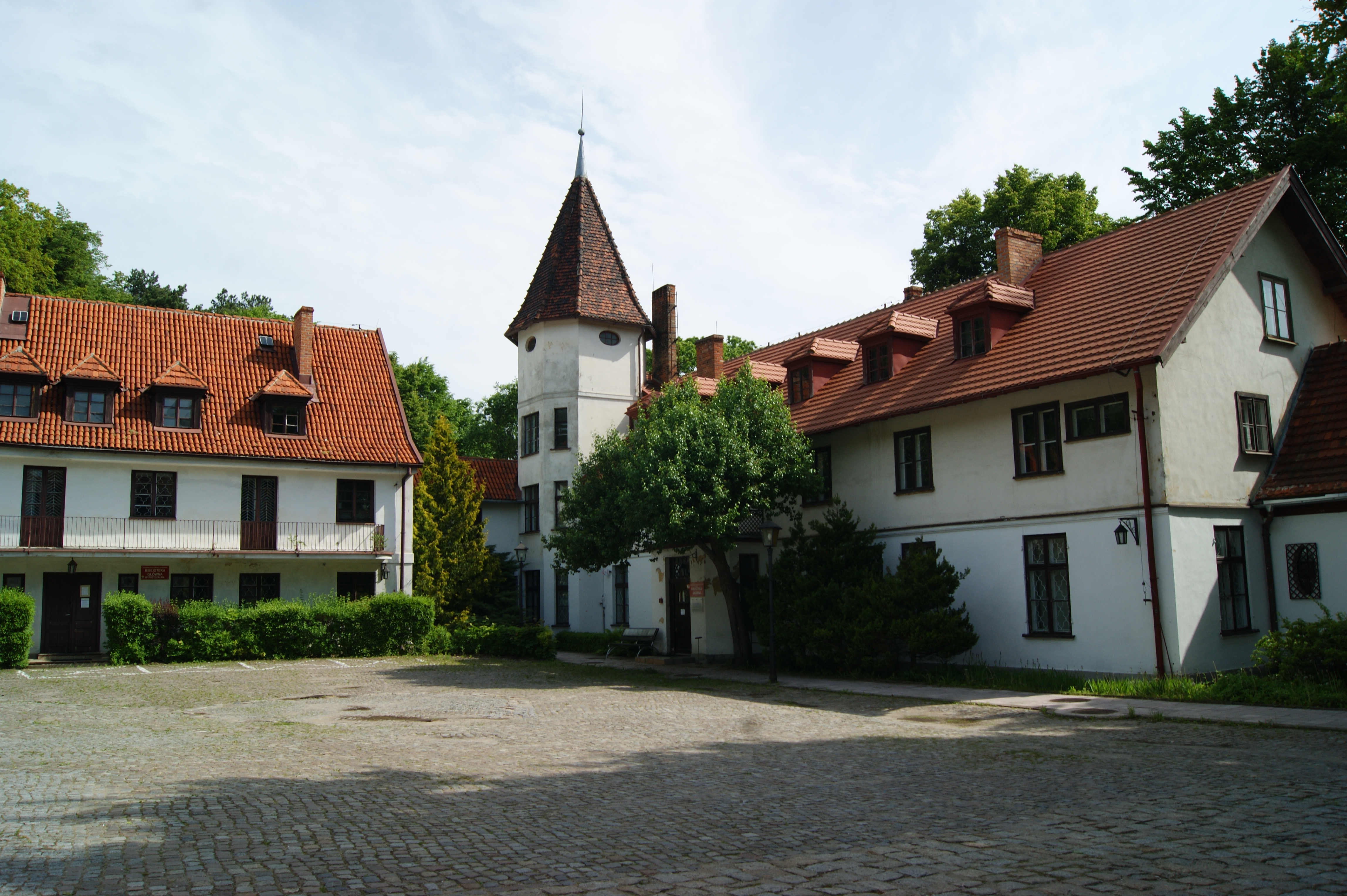
Zespół dworski Ludolphine

- Zespół urbanistyczny Starej Oliwy z zespołem Potoku Oliwskiego
- Archikatedra Oliwska
  - Międzynarodowe Festiwale Muzyki Organowej (od 1958 organizowane corocznie latem w archikatedrze)
- Kościół św. Jakuba
- Cmentarz Oliwski
- Kapliczka przydrożna z 1766 r. z figurami Matki Boskiej i św. Jana Nepomucena, ul. Grunwaldzka 517 (najstarsza kapliczka przydrożna w Gdańsku[175])
- Pałac Opatów
- Park im. Adama Mickiewicza
  - Ogród botaniczny z alpinarium i palmiarnią
- Spichlerze
- Szafarnia
- Dom Bramny, zwany też Domem Zarazy[176] (dawna wielka brama opactwa)
- Stajnia opacka
- Zabytkowa Kuźnia Wodna oraz młyny nad Potokiem Oliwskim
- Dwór, ul. Bytowska 1
- Dom, ul. Bytowska 2
- Dwór, ul. Bytowska 4
- Villa Martha z ogrodem, ul. Ceynowy 6 (do 1939 dom dyrektora Poczty Polskiej).
- Ludolfino
- Willa Tannenheim z ogrodem, ul. Grunwaldzka 529
- Dom, ul. Obrońców Westerplatte 13
- Dom, ul. Obrońców Westerplatte 35
- Dom, ul. Obrońców Westerplatte 37
- Dom, ul. Opacka 15
- Dwory na Polankach
- Zespół dworu Przymorze, ul. Pomorska 68
- Dom Polski, Stary Rynek Oliwski 8
- Młyn IX przy Potoku Jelitkowskim, ul. Spacerowa 18
- Fabryka mydła, ul. Grunwaldzka 535-537
- Dom z 1876 przy ul. Kwietnej 23, wpis z 2016[177]
- Lasy Oliwskie:
  - Gdański Ogród Zoologiczny
  - głazy narzutowe: Diabelski Kamień i Kamienna Twarz
  - rezerwaty przyrody: Wąwóz Huzarów i Źródliska w Dolinie Ewy
  - wieża widokowa na górze Pachołek (100,8 m n.p.m.) oraz pomnik Bitwy pod Oliwą (również z widokiem na morze) na pobliskim wzgórzu
- Oliwski Ratusz Kultury, budynek przy ul. Opata Jacka Rybińskiego 25[178]
- Pchli Targ w Oliwie[179][180][181][182][183][184]

### Pomniki przyrody

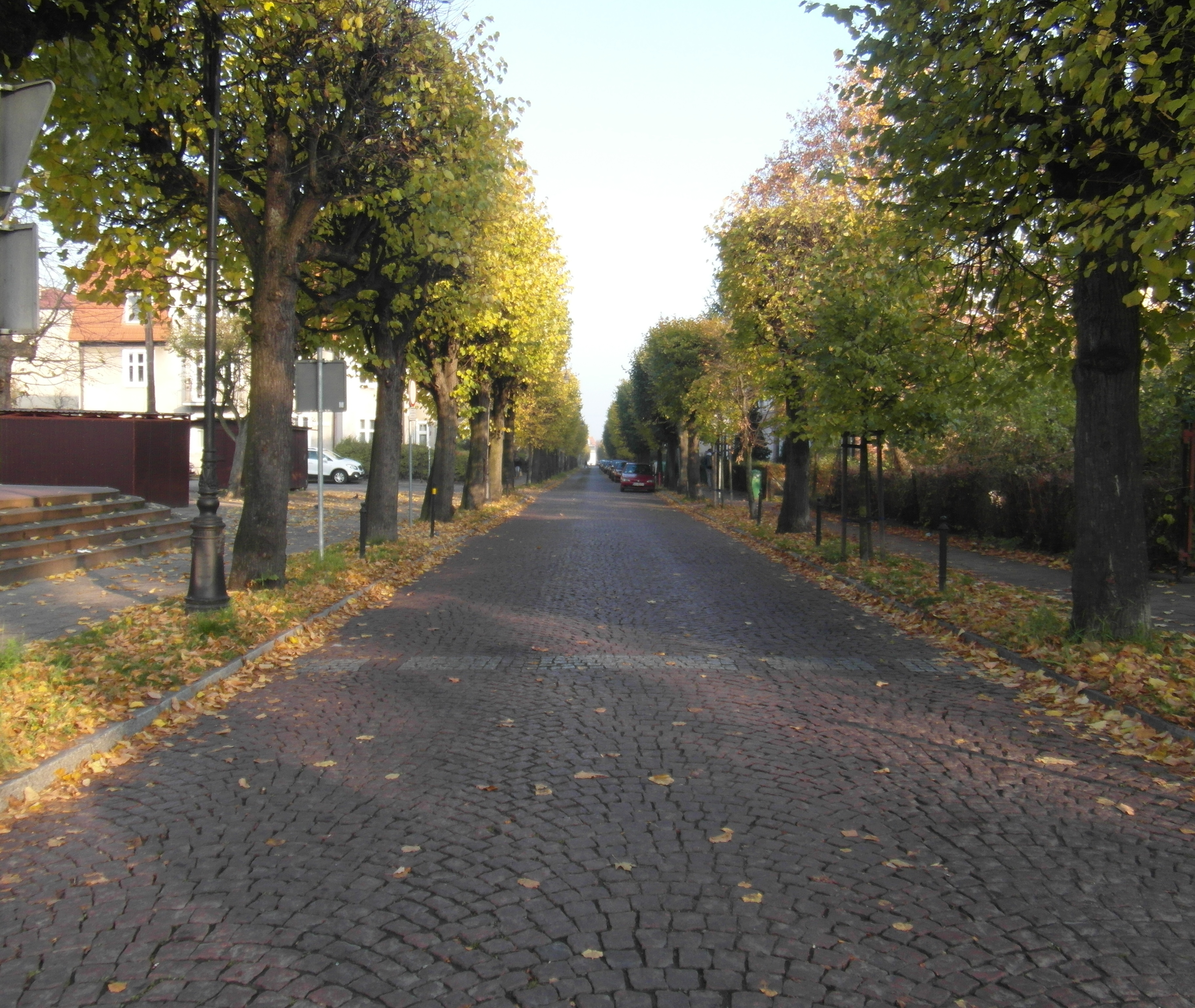
Jesienny krajobraz Oliwy

Na terenie dzielnicy znajduje się 61 pomników przyrody: 43 pojedynczych drzew, 12 grup drzew, 1 aleja parkowa, 4 głazy narzutowe i 1 powierzchniowy (stanowisko podgrzybka pasożytniczego na torfowisku przejściowym). Jest to największa liczba pomników wśród gdańskich dzielnic.

### Muzea
- Muzeum Diecezjalne – Gdańsk Oliwa, ul. bpa E. Nowickiego 3 (w miesiącach lipiec, sierpień można zwiedzać zabytkowe krużganki, wejście przez Katedrę)
- Muzeum Narodowe w Gdańsku:
  - Oddział Sztuki Współczesnej – Gdańsk Oliwa, ul. Cystersów 15a (Pałac Opatów)
  - Muzeum Etnograficzne – Gdańsk Oliwa, ul. Cystersów 19 (Spichlerz Opacki)
- Zabytkowa Kuźnia Wodna – Gdańsk Oliwa, ul. Bytowska 1

## Komunikacja

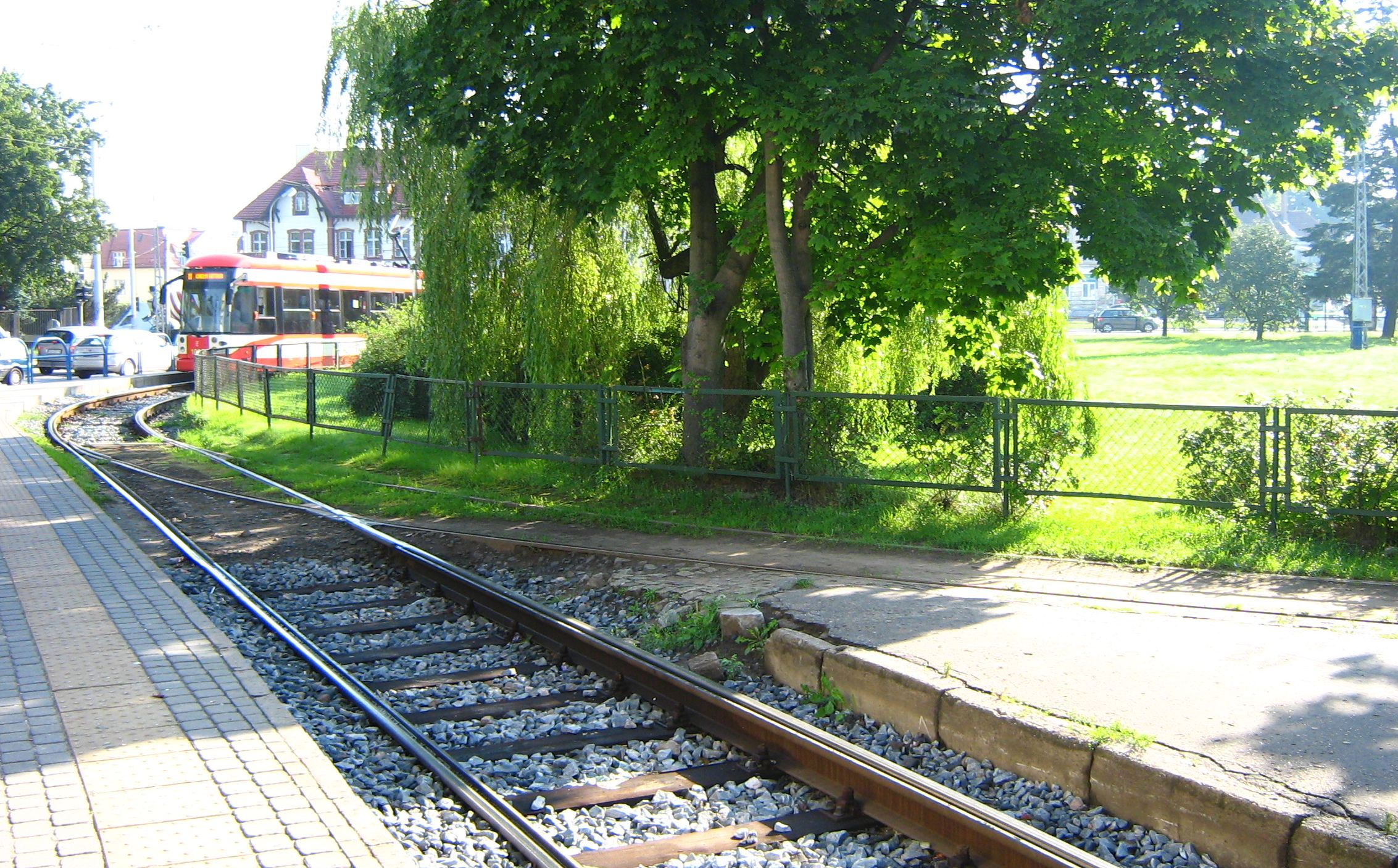
Pętla tramwajowa w Oliwie

Komunikację zapewnia stacja kolejowa i przystanek SKM obsługująca zarówno połączenia podmiejskie (SKM), jak i liczne połączenia dalekobieżne.
Wezłem perzesiadkowym jest pętla tramwajowa oraz autobusowa przy alei Grunwaldzkiej. Zatrzymują się na niej tramwaje linii 5. 6, 12 oraz autobusy linii 117, 122, 169. 171, 179 oraz nocne N1, N4.
Przez dzielnicę przechodzi droga wojewódzka nr 468.

## Obiekty i instytucje na terenie Oliwy

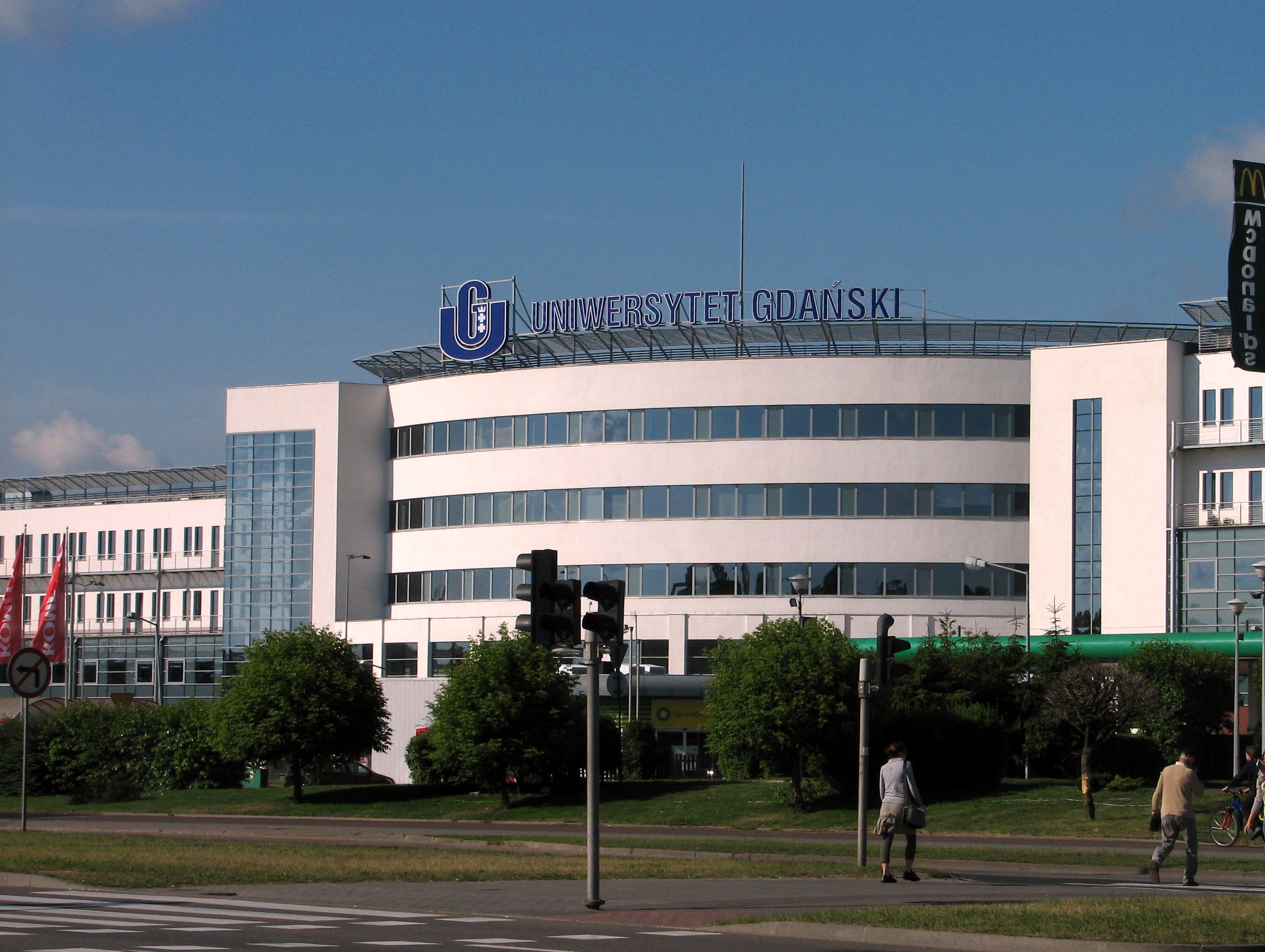
Uniwersytet Gdański – Kampus Oliwa

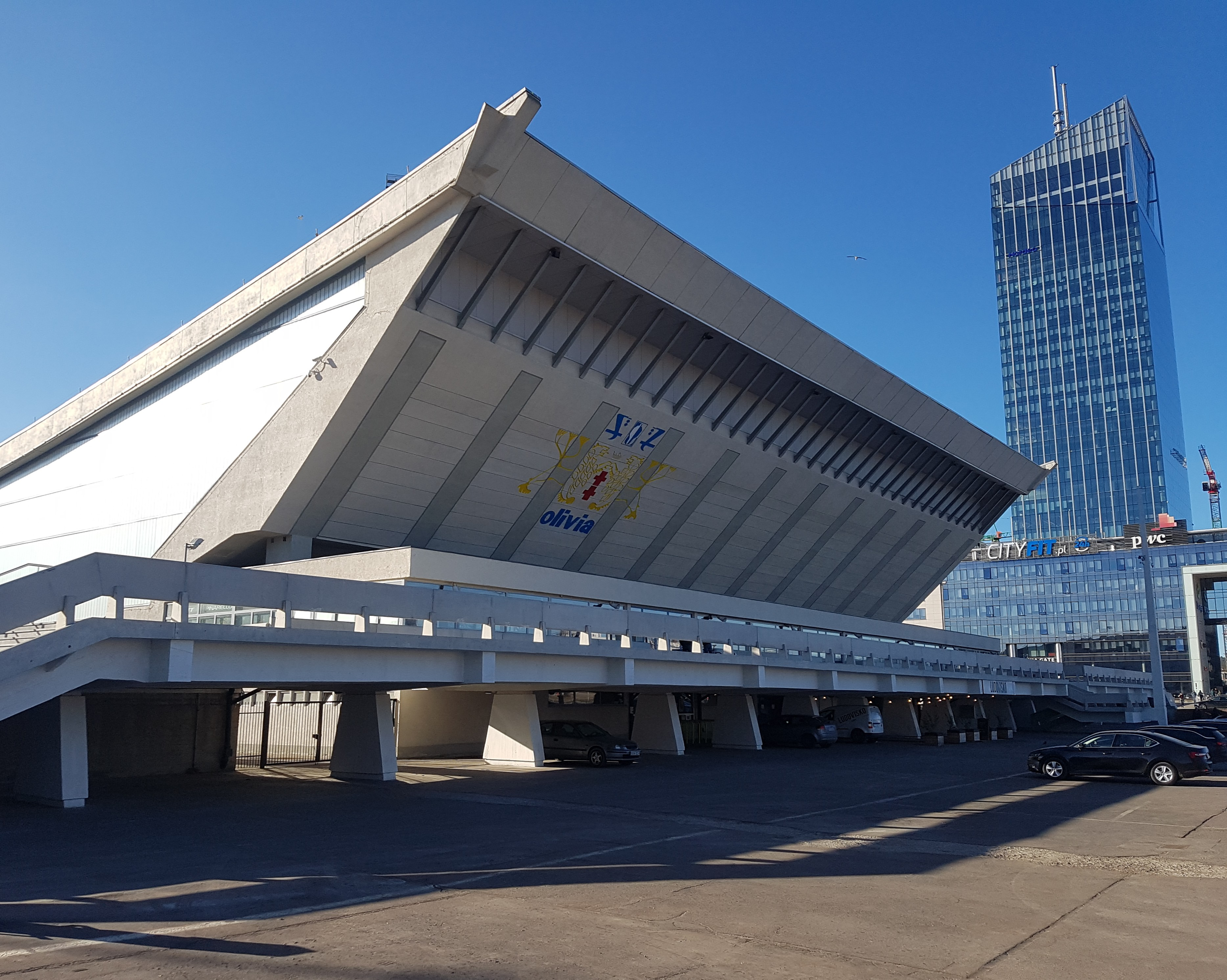
Hala Olivia

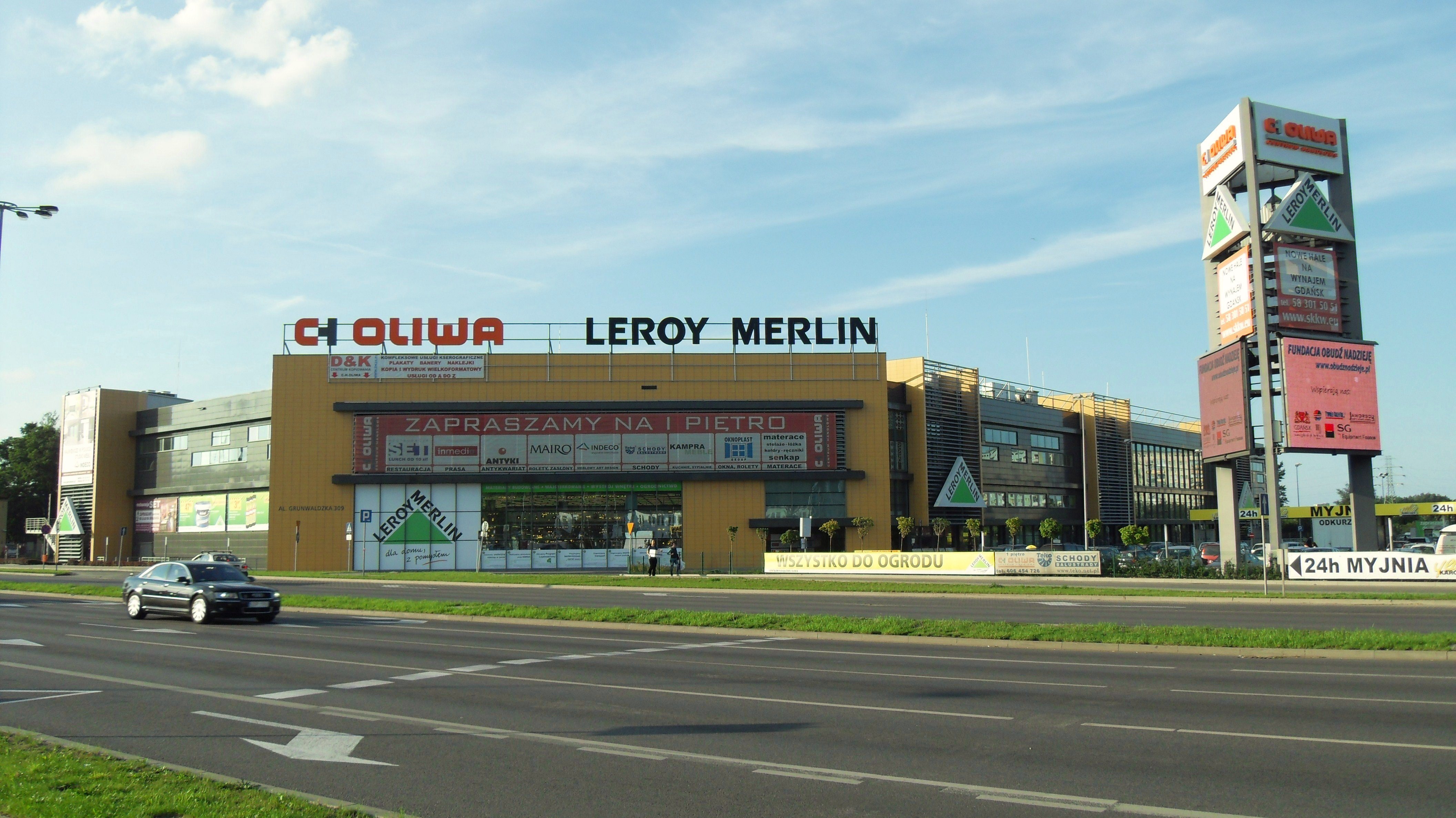
Centrum Handlowe Oliwa

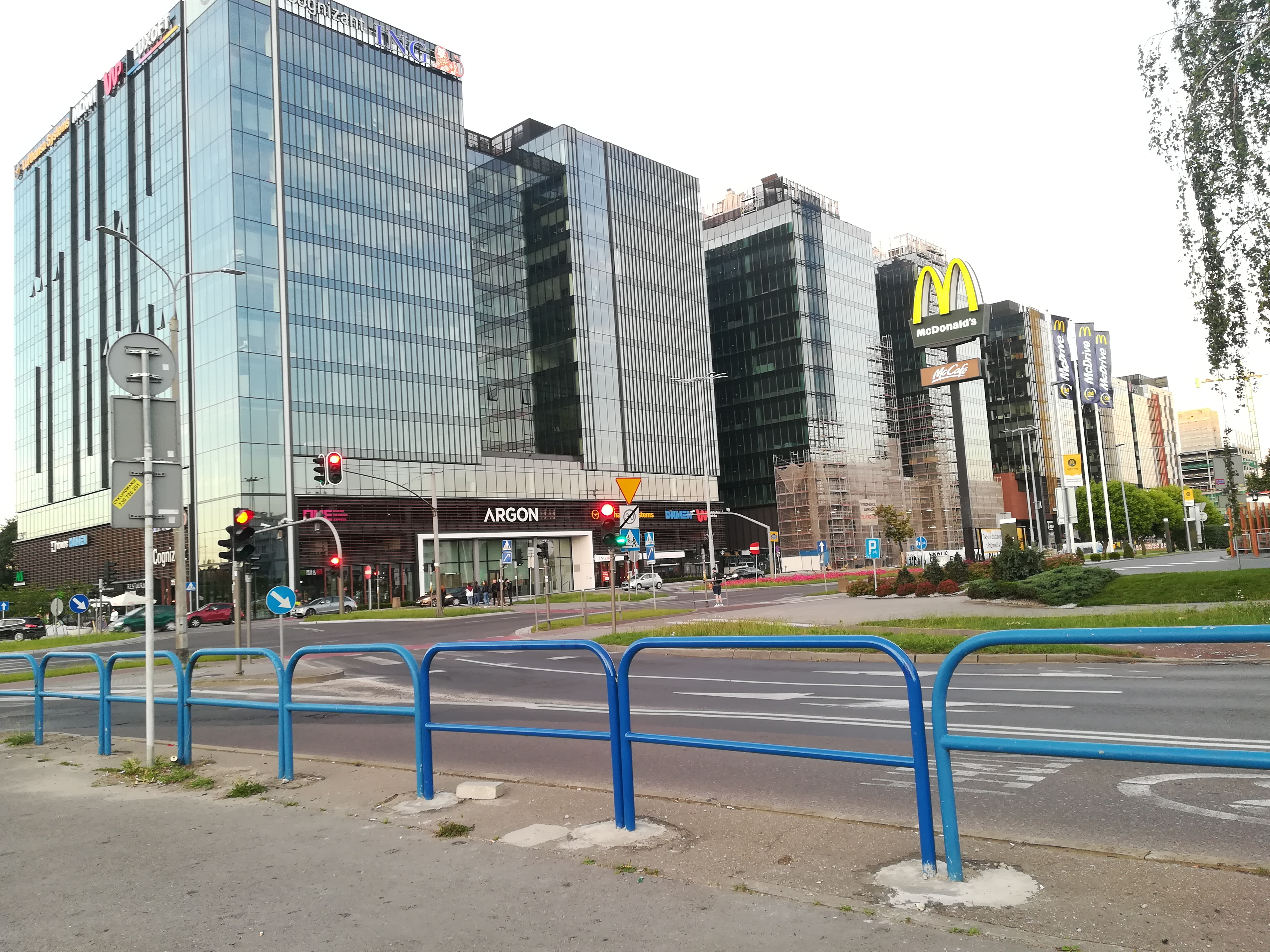
Kompleks Alchemia w Gdańsku-Oliwie

### Szkoły wyższe
- Akademia Wychowania Fizycznego i Sportu im. J. Śniadeckiego, ul. Kazimierza Górskiego 1 (Gdańsk Oliwa)
- Gdańskie Seminarium Duchowne, ul. bpa Edmunda Nowickiego 3 (Gdańsk Oliwa)
- Uniwersytet Gdański, ul. Jana Bażyńskiego 8 (Gdańsk Oliwa)

### Kluby sportowe
- KS Olivia – piłka nożna, rozgrywki A-klasy[186]
- Stoczniowiec Gdańsk – klub hokejowej ekstraligi
- AZS-AWFiS Gdańsk
- Oliwa Hockey Team – amatorski klub hokeja na lodzie[187]
- GAS Olivia – klub hokejowy

### Centra handlowe i usługowe
- Rynek w Oliwie
  - Pchli Targ w Oliwie
- Centrum Handlowe Oliwa przy Alei Grunwaldzkiej 309
  - Leroy Merlin
  - Media Markt
- Castorama
- Olivia Business Centre
- Kompleks Alchemia
- Centrum Handlowe Familia przy Alei Grunwaldzkiej 471
- Centrum Biurowe przy ulicy Abrahama 1a

## Rada Dzielnicy
Rada Dzielnicy liczy 15 osób. Siedziba mieści się w budynku przy ulicy Opata Jacka Rybińskiego 10. Dyżury Radnych Dzielnicy odbywają się w środy.

### IV kadencja 2024–2029[189][190][191][192][193][194]
- Przewodniczący Zarządu Dzielnicy
  - Tomasz Strug
- Zastępca Przewodniczącego Zarządu Dzielnicy
  - Jolanta Urbaniak-Szwankowska
- Przewodnicząca Rady Dzielnicy
  - Zofia Pomirska[195][196]
- Zastępca Przewodniczącej Rady Dzielnicy 
  - Katarzyna Płażyńska

### III kadencja 2019–2024[197][198][199][200][201]
- Przewodniczący Zarządu Dzielnicy 
  - Tomasz Strug
- Zastępca Przewodniczącego Zarządu Dzielnicy
  - Jolanta Urbaniak-Szwankowska
- Przewodnicząca Rady Dzielnicy 
  - Zofia Pomirska
- Zastępca Przewodniczącej Rady Dzielnicy 
  - Olaf Dramowicz

### II kadencja 2015–2019[202][203][204]
- Przewodniczący Zarządu Dzielnicy 
  - Tomasz Strug
- Zastępca Przewodniczącego Zarządu Dzielnicy
  - Marek Szreder
- Przewodniczący Rady Dzielnicy 
  - Andrzej Osipów
- Zastępca Przewodniczącego Rady Dzielnicy 
  - Zofia Pomirska

### I kadencja 2011–2015[61][205][206][207][208]
do 1 czerwca 2014 jako Rada Osiedla
- Przewodniczący Zarządu Dzielnicy 
  - Tomasz Strug
- Zastępca Przewodniczącego Zarządu Dzielnicy
  - Marek Szreder
- Przewodniczący Rady Dzielnicy 
  - Andrzej Osipów
- Zastępca Przewodniczącego Rady Dzielnicy 
  - Zofia Pomirska

## Literatura
- Adam Kromer, Oliwa, Wydawnictwo „Oskar”, Gdańsk 2007, ISBN 978-83-89923-23-3.
- Franciszek Mamuszka, Jerzy Stankiewicz, Oliwa. Dzieje i zabytki, Wydawnictwo Morskie, Gdynia 1959, s. 112
- Franciszek Mamuszka, Oliwa. Okruchy z dziejów, zabytki, Krajowa Agencja Wydawnicza, Gdańsk 1985, s. 208, ISBN 83-03-00938-9.
- Lasy Oliwskie, mapa turystyczna, 1:15 000, wydanie I, wyd. „Via Mercatorum”, Gdańsk 1996, format 40 × 68 cm, ISBN 83-902628-2-7.